# Deutscher Reisepass

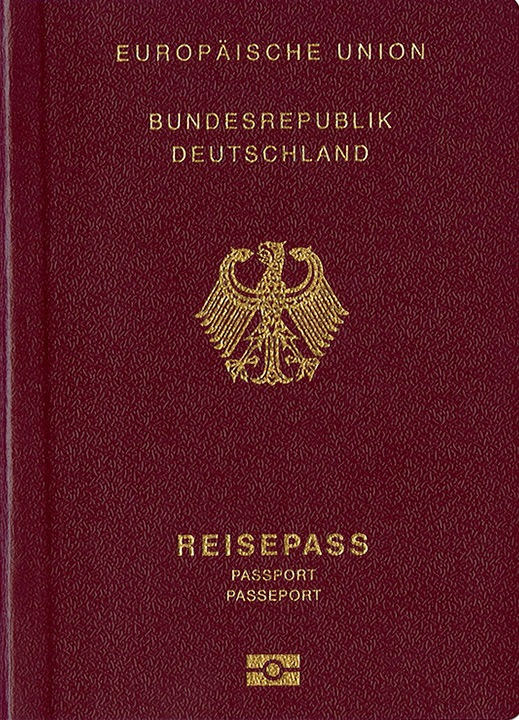
Vorderseite des biometrischen deutschen Reisepasses in der Fassung vom März 2017

Der deutsche Reisepass (offiziell: Reisepass der Bundesrepublik Deutschland) ist ein Reisedokument, das für allgemeine Reisen der deutschen Staatsangehörigen ins Ausland ausgegeben wird.
Zu unterscheiden sind hiervon insbesondere der Dienstpass und der Diplomatenpass, die für Reisen der Repräsentanten des ausgebenden Staates in dienstlicher Eigenschaft bestimmt sind.
Beim deutschen Reisepass handelt es sich um ein hoheitliches Dokument, dessen Ausgestaltung im Passgesetz (PassG) und in der Passverordnung (PassV) geregelt wird. Im Gegensatz zu anderen hoheitlichen deutschen Dokumenten, beispielsweise Personenstandsurkunden, ist die Bundesrepublik Deutschland nicht völlig frei bei der Gestaltung und technischen Ausrüstung von Reisedokumenten. Es sind vielmehr internationale Konventionen zu beachten, insbesondere die Empfehlungen und Richtlinien, die die Internationale Zivilluftfahrtorganisation (ICAO) für maschinenlesbare Reisedokumente herausgibt. Zudem ist den EU-Mitgliedstaaten an einer Angleichung der Gestaltung ihrer nationalen Reisepässe gelegen.
Mit dem deutschen Reisepass lassen sich 194 Länder visafrei bereisen. Im Henley Passport Index 2024 belegte er zusammen mit Frankreich, Italien, Japan, Singapur und Spanien den ersten Platz.

## Übersicht
Von der Bundesrepublik Deutschland wird der Reisepass an deutsche Staatsbürger im Sinne des Art. 116 Abs. 1 des Grundgesetzes ausgegeben. Die Rechtsgrundlage hierfür ergibt sich aus dem Passgesetz. Es werden gemäß § 1 Abs. 2 PassG folgende Versionen des Passes ausgegeben:
- Der bordeauxrote Reisepass mit kontaktlosem Chip für die Speicherung biometrischer Daten (= Biometrischer Reisepass – auch ePass genannt).
- Der grüne vorläufige Reisepass als kurzfristig ausgestelltes Übergangsdokument ohne Chip.
- amtlicher Pass:
  - Der rote Dienstpass, der für Reisen von staatlichen Repräsentanten in dienstlicher Eigenschaft (nicht für Diplomaten und andere Amts- oder Mandatsträger in politischer Funktion) vorgesehen ist.
  - Der dunkelblaue Diplomatenpass, der nur an Diplomaten sowie hochrangige Amts- und Mandatsträger (beispielsweise Abgeordnete eines Parlaments oder Ministerialbeamte mit politischer Funktion) ausgegeben wird.
  - vorläufiger Dienstpass
  - vorläufiger Diplomatenpass

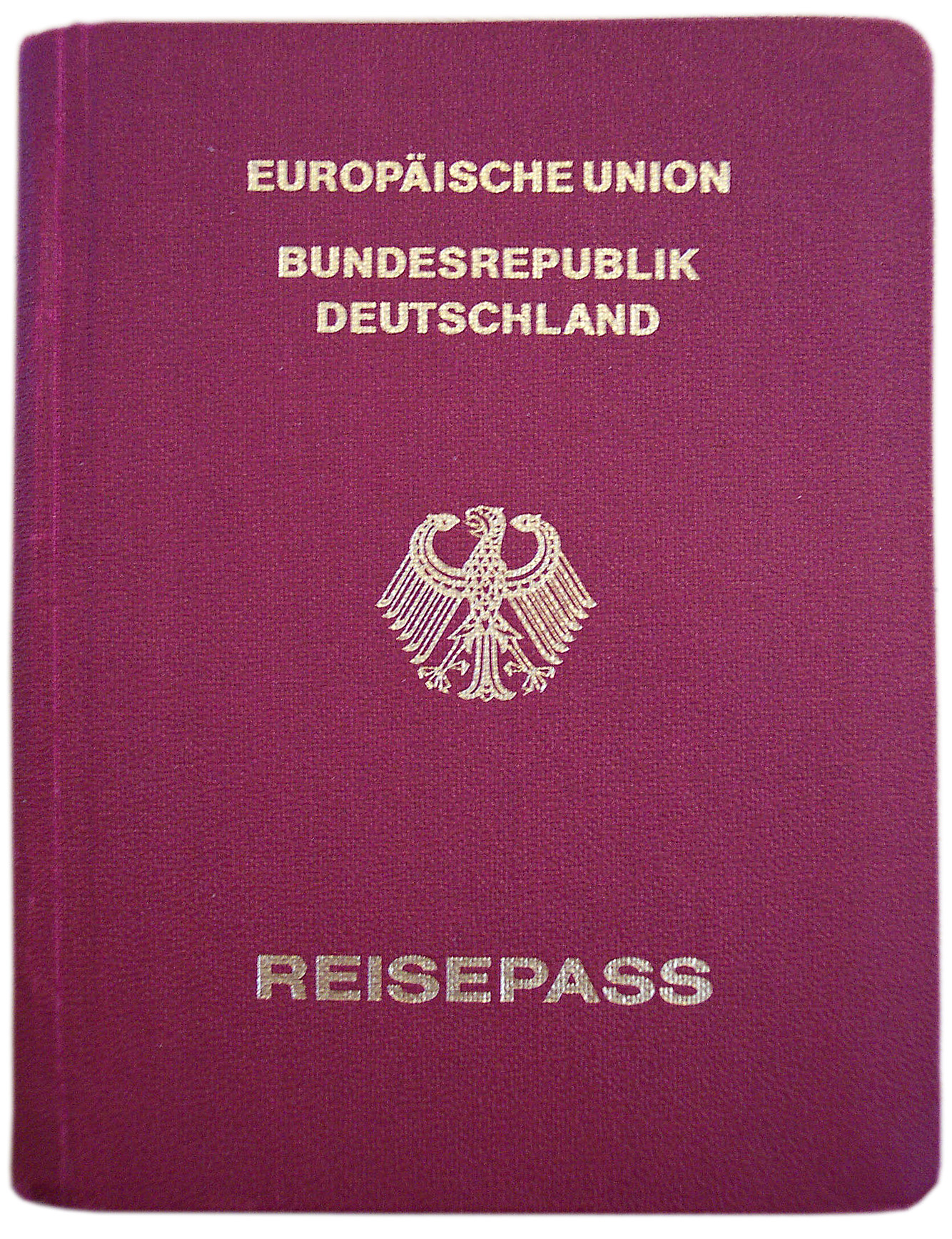
Reisepass (bis Oktober 2005)
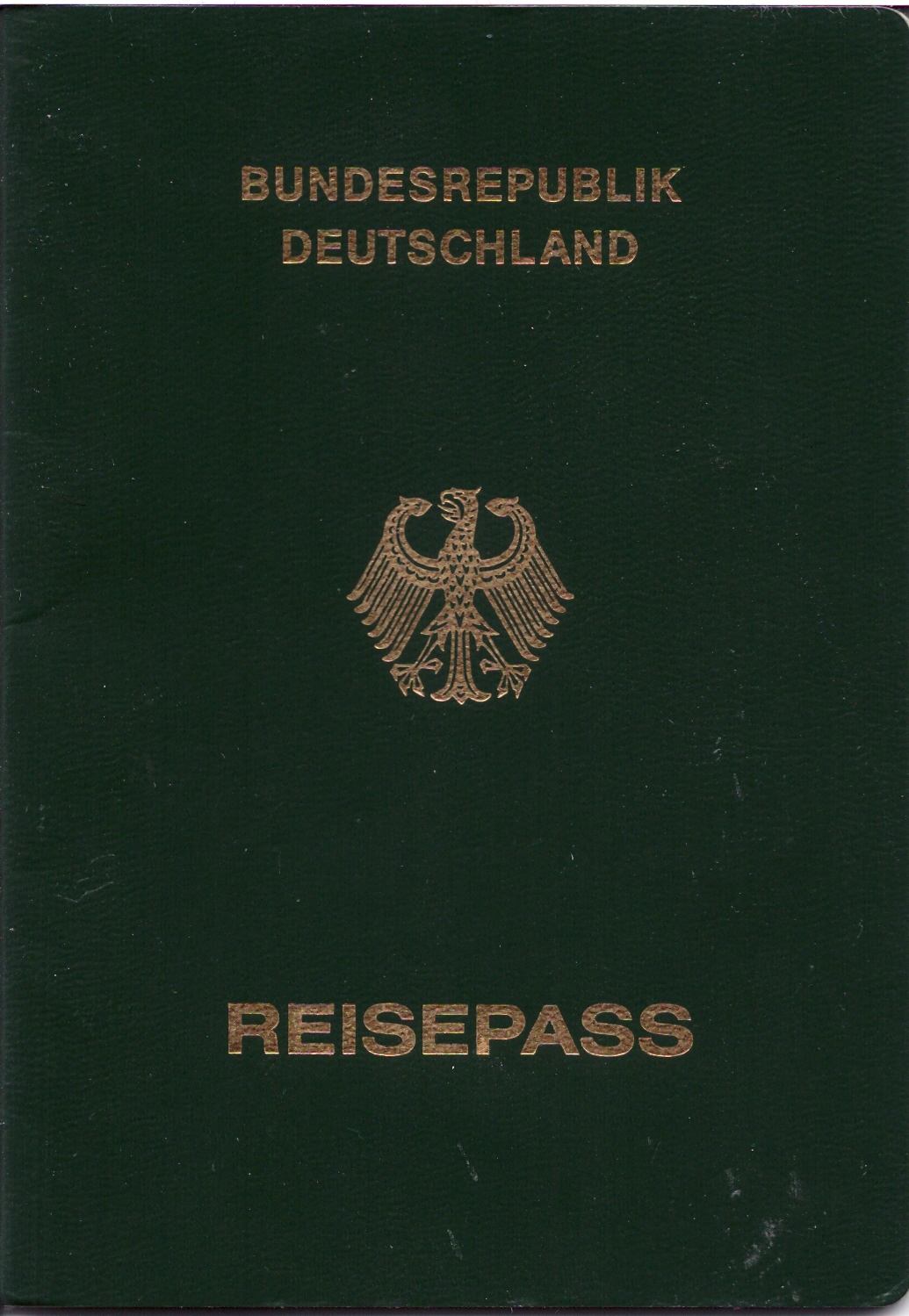
Vorläufiger Reisepass

Jeder deutsche Staatsangehörige kann von Geburt an einen Reisepass erhalten, bei Minderjährigen bedarf der Antrag jedoch der Zustimmung der Sorgeberechtigten.
Die Passgültigkeit richtet sich gemäß § 5 PassG nach dem Alter des Antragstellers: Bei Personen bis zum 24. Lebensjahr ist er sechs Jahre gültig, bei älteren Personen zehn Jahre. Der Grund für die verkürzte Gültigkeit ist vor allem, dass sich die äußere Gestalt bei Babys, Kindern, Jugendlichen und jüngeren Erwachsenen schneller ändert als bei älteren Erwachsenen. Eine Verlängerung der Gültigkeitsdauer ist nicht zulässig. An Bedeutung verloren hat vor dem Hintergrund der Aussetzung der Wehrpflicht die Absicht, durch kurze Passgültigkeiten ein unerlaubtes Auswandern von Wehrpflichtigen, die der Wehrüberwachung unterliegen, zu verhindern. Die Ausstellungsgebühr eines nur sechs Jahre gültigen Passes ist geringer als die eines zehn Jahre gültigen Reisepasses.
Die Beantragung eines Passes muss persönlich erfolgen, damit die Abgabe der notwendigen Unterschrift auf dem Ausweisdokument von der zuständigen Behörde kontrolliert werden kann. Zudem werden Fingerabdrücke mit einem Fingerabdruckscanner erfasst. Außerdem ist ein Identitätsnachweis und ein aktuelles Passbild im Format 3,5 cm × 4,5 cm nötig, das den Anforderungen an die Biometrietauglichkeit genügt. Der Passbewerber ist grundsätzlich ohne Kopfbedeckung abzubilden. Der Kopf muss vom Kinn bis zur Stirn erkennbar sein. Die Passbehörde kann vom Gebot des Fehlens der Kopfbedeckung insbesondere aus religiösen Gründen sowie aus medizinischen Gründen, die nicht nur vorübergehender Art sind, Ausnahmen zulassen. Die Gesichtshöhe muss 70–80 % des Fotos einnehmen. Das Foto kann in Schwarzweiß oder Farbe abgegeben werden. Der Gesichtsausdruck muss „neutral“ sein. Die Abbildung von Uniformteilen ist unzulässig.
Die Passdokumente bleiben selbst nach der Aushändigung an den Inhaber Eigentum der Bundesrepublik Deutschland (§ 1 Abs. 4 PassG, vermerkt auf der letzten Innenseite des Passes). Nach allgemein anerkannten völkerrechtlichen Grundsätzen folgt daraus, dass andere Staaten über Pässe der Bundesrepublik Deutschland nicht verfügungsberechtigt sind. In umgekehrter Weise gilt dies auch hinsichtlich der Reisepässe anderer Staaten.
Seit dem 1. Juli 2003 können Vielreisende statt des üblichen – 32 Seiten umfassenden – Reisepasses gegen einen Gebührenaufschlag einen 48-Seiten-Pass beantragen.
Aufgrund eines Europäischen Übereinkommens ist es möglich, mit einem bis zu einem Jahr abgelaufenen Reisepass in bestimmte Mitgliedstaaten der EU einzureisen. Allerdings verlangen manche Fluggesellschaften zwingend die Vorlage eines gültigen Dokumentes.
Im Mai 2007 befanden sich rund 28,2 Millionen deutsche Reisepässe in Umlauf, jährlich wurden in diesem Zeitraum rund 400.000 vorläufige Reisepässe ausgestellt.
In einer Umfrage im Dezember 2021 gaben mehr als die Hälfte der Befragten an, keinen gültigen Reisepass zu besitzen, 41 % der Befragten verfügten jedoch über das Ausweisdokument.

## Aufbau des Reisepasses

### Ausgestaltung

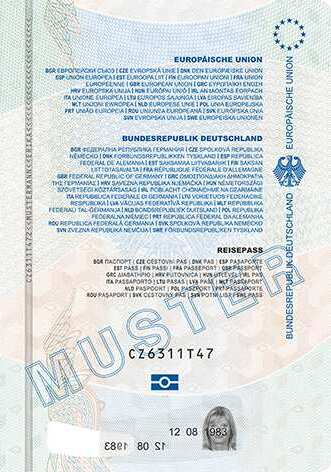
Passkartentitelseite in der ab 2. Mai 2024 ausgegebenen Fassung

Der Reisepass weist einen bordeauxroten Einband mit goldfarbener Prägung auf. Die seit 1988 verwendete Einbandfarbe im RAL-Farbton 4004 Bordeauxviolett geht auf einen Beschluss der EU-Mitgliedstaaten von 1981 zurück (darin wurde noch die Farbe Lila für den Einband des Passes vorgesehen), der wiederum ergänzt wurde um einen Beschluss über die Einführung eines nach einheitlichem Muster gestalteten Passes der im Rat vereinigten Vertreter der Regierungen der Mitgliedstaaten der Europäischen Gemeinschaften vom 30. Juni 1982. Grund für die einheitliche Farbgebung innerhalb der EU ist das Bestreben nach Angleichung der Reisepässe der EU-Mitgliedstaaten, „um den Staatsangehörigen der Mitgliedstaaten auf jede erdenkliche Weise verstärkt das Gefühl zu geben, dass sie ein und derselben Gemeinschaft angehören“.
Der Reisepass enthält eine Datenseite, auf der die persönlichen Daten des Inhabers eingetragen sind, sowie 32 bzw. 48 nummerierte Seiten für amtliche Eintragungen und Sichtvermerke (Visa). Der Reisepass ist zudem mit mehreren Sicherheitsmerkmalen ausgestattet. In deutschen Pässen ist die Datenseite eine Kunststoffkarte (die Reisepasskarte; auch Humanseite genannt), in der sich das Papier-Inlett (nur bis Ende Februar 2017) sowie seit 2001 das Identigram-Merkmal befinden.
Die Inhaltsseiten des Reisepasses, d. h. der Buchblock bzw. die Papierseiten mit amtlichen Vermerken und die Seiten für Sichtvermerke im Inneren des deutschen Reisepasses, werden im unteren Bereich mit der Passnummer des Reisepasses versehen. Dieses sogenannte durchdringende Sicherheitsmerkmal wird mittels Laserperforation eingebracht. Das Reisedokument wird in dieser Form seit dem 1. Januar 1988 in der Bundesdruckerei hergestellt.
Am 23. Februar 2017 stellte Bundesinnenminister Thomas de Maizière einen neuen Reisepass unter dem Arbeitstitel Reisepass 3.0 vor, der seit 1. März 2017 ausgegeben wird. Zur umfangreichen Änderung der Gestaltung gehören neben der Abkehr vom bisherigen Hardcover hin zu einem flexiblen, biegsamen Einband auch die Abschaffung der laminierten Datenseite zugunsten einer Vollkunststoffkarte aus Polycarbonat. Der neue Reisepass enthält zudem zahlreiche neue Sicherheitsmerkmale und grafische Neuerungen. So ist beispielsweise unter UV-Licht eine großflächige Darstellung des Brandenburger Tores und des Bundesadlers in Anlehnung an die deutschen Nationalfarben erkennbar.
Auf der Passkartentitelseite (Rückseite der Reisepasskarte) stehen die Worte ‚Europäische Union‘, ‚Bundesrepublik Deutschland‘ und ‚Reisepass‘ in den 24 Amtssprachen der Europäischen Union. Außerdem sind der Bundesadler sowie Noten und Text der ersten Zeile der deutschen Nationalhymne in das Polycarbonatmaterial eingeprägt.

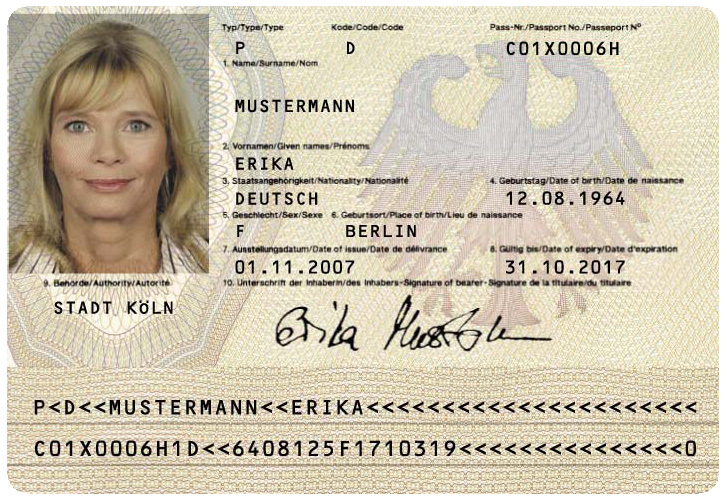
Datenseite des Reisepasses in der Fassung bis März 2017
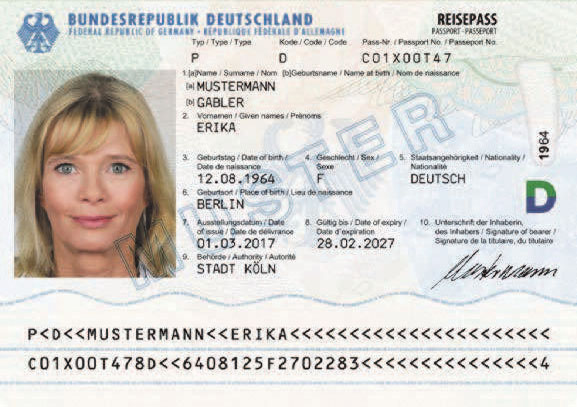
Datenseite, Ausführung von März 2017 bis 2. Mai 2024
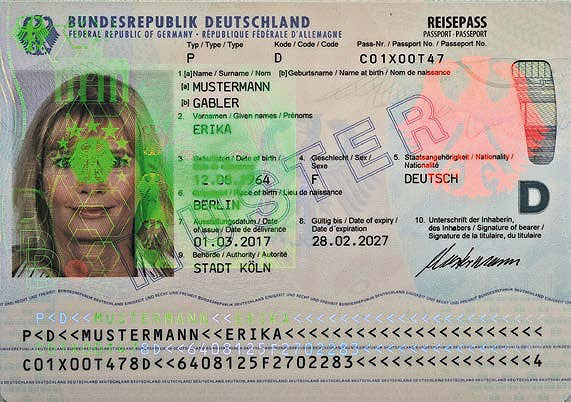
Sicherheitsmerkmale auf der Datenseite in der Fassung bis 2. Mai 2024
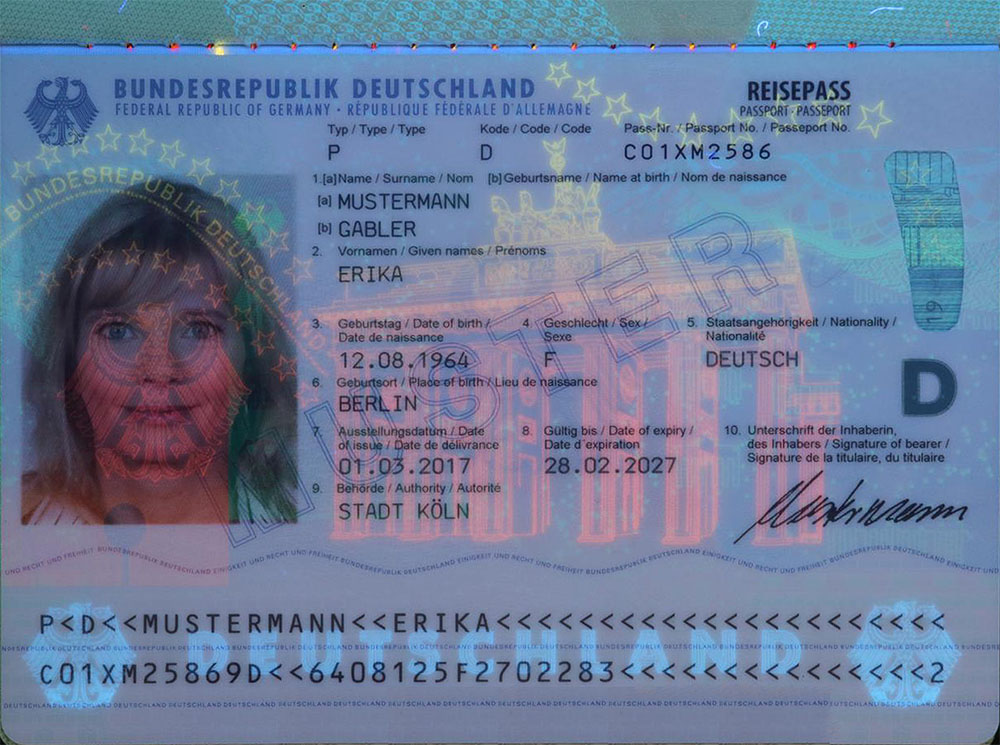
Datenseite beleuchtet mit UV-Licht in der Fassung bis 2. Mai 2024
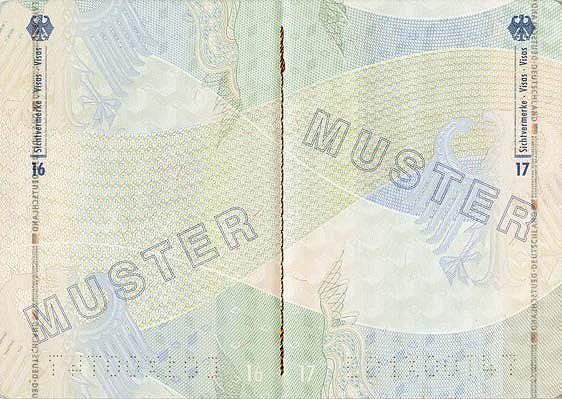
Innenseiten des Passes von März 2017 bis 2. Mai 2024

### Enthaltene Daten
Die im Pass enthaltenen Daten sind in § 4 PassG festgelegt. Die Nummerierung der Angaben im Pass richtet sich nach Anlage 11 PassV, diese orientiert sich dabei an einer EU-weiten Konvention:

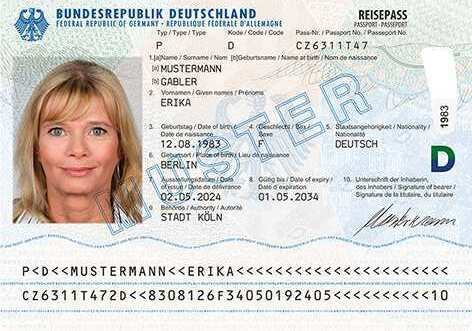
Passkartendatenseite in der ab 2. Mai 2024 ausgegebenen Fassung

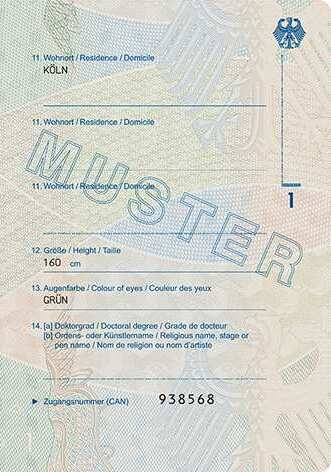
Passbuchinnenseite 1 in der ab 2. Mai 2024 ausgegebenen Fassung

- Auf der Datenseite (auch ‚Datenkarte‘ oder ‚Passkarte‘ genannt), die gemäß ICAO-Vorgaben gestaltet und mit einem Lichtbild des Inhabers versehen wird, sind folgende Angaben zum Inhaber vermerkt:

1. Familienname, (bis Mai 2024 ggfs. Doktorgrad)
 ggfs. Geburtsname
2. Vorname(n)
3. Geburtstag (bis Februar 2017: Staatsangehörigkeit)
4. Geschlecht (bis Februar 2017: Geburtstag)
5. Staatsangehörigkeit (bis Februar 2017: Geschlecht)
6. Geburtsort
7. Ausstellungsdatum
8. Gültig bis
9. Behörde
10. Unterschrift des Inhabers
Weiterhin ist auf der Datenseite die Passnummer, der Typ des Dokumentes (P=Pass) und der Kode für die Staatsangehörigkeit (i. d. R.: „D“) angegeben.
Auf der Innenseite 1 des Passes finden sich weitere Angaben zum Inhaber:
11. Wohnort
12. Größe
13. Augenfarbe
14. [a] ggfs. Doktorgrad (seit Mai 2024) und [b] ggfs. Ordens- oder Künstlername

- In der maschinenlesbaren Zone (MRZ) der Datenseite enthaltene Angaben sind gemäß § 4 Abs. 2 PassG:

Folgende Abkürzungen:
„P“ für Reisepass,
„PC“ für Kinderreisepass,
„PP“ für vorläufigen Reisepass,
„PO“ für Dienstpass und vorläufigen Dienstpass und
„PD“ für Diplomatenpass und vorläufigen Diplomatenpass,
die Abkürzung „D“ für die Bundesrepublik Deutschland als ausstellenden Staat,
der Familienname,
der/die Vornamen,
Umlaute, diakritische Zeichen, ‚ß‘ und andere Sonderbuchstaben im Namen werden in der maschinenlesbaren Zone (MRZ) entweder umschrieben (z. B. Müller → MUELLER, Groß → GROSS) oder durch einfache Buchstaben ersetzt (z. B. Jérôme → JEROME). Das bedeutet, dass der Name im Dokument auf zweierlei Weise geschrieben ist, was – besonders im Ausland – für Verwirrung und Verdacht auf Dokumentenfälschung sorgen kann. Es wird empfohlen, für Visa, Flugtickets usw. exakt die in der MRZ benutzte Schreibweise zu verwenden und sich im Zweifelsfall auf diese zu berufen.
Das deutsche Namensrecht (Nr. 38 NamÄndVwV) erkennt Sonderzeichen im Familiennamen als Grund für eine offizielle Namensänderung an (auch eine bloße Änderung der Schreibweise, z. B. von MÜLLER zu MUELLER oder von WEIß zu WEISS gilt als solche). Am 1. Oktober 1980 stellte das Bundesverwaltungsgericht noch einmal fest, dass die technisch bedingte fehlerhafte Wiedergabe von Sonderzeichen auf elektronischen Systemen ein wichtiger Grund für die Änderung des Familiennamens sein kann (der Kläger wollte die Schreibweise seines Namens von GÖTZ in GOETZ ändern, war aber damit zunächst beim Standesamt gescheitert).
die Passnummer (siehe unten)
die Prüfziffer
die Abkürzung „D“ für die Eigenschaft als Deutscher oder im Fall amtlicher Pässe bei abweichender Staatsangehörigkeit die entsprechende Abkürzung hierfür,
der Tag der Geburt,
die Abkürzung „F“ für Passinhaber weiblichen Geschlechts, „M“ für Passinhaber männlichen Geschlechts und „<“ (abweichend von der „X“-Notation im normalen / nicht-MRZ-Feld) für Passinhaber anderen Geschlechts,
die Gültigkeitsdauer des Passes,
die Versionsnummer des Passes (JJMM),
die Prüfziffer sowie
eine Gesamtprüfziffer.
- Aufgrund der Verordnung (EG) Nr. 2252/2004 des Rates vom 13. Dezember 2004[20] befinden sich auf dem elektronischen Speichermedium des Passes folgende Daten:
  - Seit 1. November 2005 die in der MRZ enthaltenen Angaben sowie ein digitales Lichtbild des Passinhabers (ePass der ersten Generation).[21]
  - Seit 1. November 2007 zusätzlich Fingerabdrücke des Inhabers einschließlich der Bezeichnung der erfassten Finger sowie Angaben zur Qualität der Abdrücke (ePass der zweiten Generation).[21]

Die elektronisch gespeicherten Daten sind gemäß § 4 Abs. 3 PassG gegen unbefugtes Auslesen, Verändern und Löschen zu sichern.
Im Oktober 2014 urteilte der Europäische Gerichtshof in Luxemburg, dass die bisherige Regelung für die Angabe von Nachnamen unzulässig ist. Bislang ist es so, dass der Geburtsname mit der vorangestellten Abkürzung „geb.“ im Nachnamensfeld angegeben wird, sofern er vom aktuellen Nachnamen abweicht. Dies sorgte im Ausland immer wieder für Verwirrung, da die Abkürzung nicht selbsterklärend ist. Ein Geschäftsmann aus Karlsruhe wollte einen Reisepass ohne die Nennung des Geburtsnamens beantragen, was ihm verweigert wurde, wogegen er klagte. Zukünftig muss die Namensnennung so erfolgen, dass der Geburtsname ohne missverständliche Abkürzungen und – wie andere Felder auch – mehrsprachig bezeichnet wird.
Insbesondere zum Feld „Wohnort“ kursieren einige populäre Irrtümer. Häufig wird behauptet, bei einem Umzug sei eine Änderung des Feldes „Wohnort“ nicht nötig, da keine genaue Adresse eingetragen sei. Dies ist allerdings nicht richtig. Zwar ist – anders als auf dem Personalausweis – im Reisepass nicht die gesamte Anschrift verzeichnet, sondern lediglich die Kommune (Wohnort), in der der Passinhaber (in der Regel mit Hauptwohnsitz) gemeldet ist, der Passinhaber ist dennoch von Rechts wegen verpflichtet, bei einem Umzug in eine andere Stadt oder Gemeinde den neuen Wohnort eintragen zu lassen, da anderenfalls die im Reisepass stehenden Angaben unzutreffend wären. Nichtbeachtung dieser Vorschrift wird als Pflichtverletzung gewertet. Außerhalb Deutschlands ist der Wohnorteintrag ohne Belang.
Bei der zuständigen Behörde wird in der Regel der bisherige Wohnort manuell durchgestrichen und der neue Wohnort einschließlich des Stadtsiegels als Stempel eingetragen. Die Aktualisierung kann zeitgleich mit der Anmeldung bei der neuen Kommune erfolgen. Es empfiehlt sich daher bei einem Umzug von Ort A nach Ort B bei der gesetzlich vorgeschriebenen Ummeldung Ort B als neuen Wohnort in den Reisepass gleich miteintragen zu lassen.
Bei einem Umzug innerhalb der Kommune ist eine Änderung demzufolge nicht nötig.

### Passnummer
Gemäß der Empfehlung der ICAO (Doc 9303), wird die Passnummer mit neun Stellen angegeben. Im maschinenlesbaren Bereich wird die Passnummer mit Prüfziffer und Ländercode angegeben.
Die Passnummer im Reisepass, im Dienstpass und im Diplomatenpass ist seit dem 1. November 2007 alphanumerisch, d. h. neben Ziffern sind auch Buchstaben enthalten. Die Passnummer setzt sich zusammen aus:
- der vierstelligen Behördenkennzahl (alphanumerisch),
- einer zufälligen fünfstelligen alphanumerischen Nummer.

Für die Bildung der Passnummer wurden noch weitere Kriterien festgelegt:
- Die Behördenkennzahl (BHKZ) als Bestandteil der Passnummer beginnt zwingend mit einem Buchstaben.
- Die zufällige fünfstellige alphanumerische Nummer als Bestandteil der Passnummer wird zentral durch die Bundesdruckerei erzeugt.
- Zulässig für die Passnummer des Reisepasses sind nur die Ziffern 1, 2, 3, 4, 5, 6, 7, 8 und 9 sowie die Buchstaben C, F, G, H, J, K, L, M, N, P, R, T, V, W, X, Y und Z. Die Ziffer ‚0‘ wird seit 1. November 2021 nicht mehr verwendet, der Buchstabe ‚O‘ kommt generell nicht vor. Auf die Verwendung der Vokale (A, E, I, O, U) und bestimmter Buchstaben (B, D, Q, S) wurde zur Vermeidung sinntragender Wörter und der Sicherstellung der OCR-Lesbarkeit verzichtet. Bei Pässen, die vor dem 1. November 2023 ausgestellt wurden, kann die Passnummer ausnahmsweise nur aus Buchstaben bestehen.[26]
- Die Behördenkennzahl als Bestandteil der Passnummer des Reisepasses beginnt mit den Zeichen C, F, G, H, J oder K; zunächst wird nur das ‚C‘ verwendet.
- Für vorläufige Reisepässe gilt diese Regelung nicht.[27]

### Zusätzliche Sicherheitsmerkmale
Im November 2001 führte Deutschland das Identigram als zusätzliches Sicherheitsmerkmal auf der Datenseite ein. Hierbei wird unter anderem das Lichtbild und die maschinenlesbare Zone zusätzlich holografisch versetzt zu den gedruckten Daten dargestellt. Darüber hinaus liegen kinegrafische Strukturen über dem gedruckten Lichtbild und der Bundesadler wird im rechten Bereich der Kartenvorderseite als Hologramm dreidimensional dargestellt.
Außerdem beinhaltet das Identigram ein maschinell erkennbares Echtheitsmerkmal in Form eines roten Punktes (5 mm Durchmesser) unter dem Lichtbild. Alle Informationen sind am besten unter einer Punktlichtquelle (wie einem Halogenspot oder im direkten Sonnenlicht) zu erkennen.

## Zweitpass
Das Passgesetz sieht vor, dass „niemand mehrere Pässe der Bundesrepublik Deutschland besitzen“ darf, „sofern nicht ein berechtigtes Interesse an der Ausstellung mehrerer Pässe nachgewiesen wird“ (§ 1 Abs. 3 PassG). In begründeten Fällen, d. h. nur bei berechtigtem Interesse, kann ein Zweitpass, eventuell sogar ein Drittpass beantragt werden. Gründe wären beispielsweise Reiserouten durch verfeindete Länder, die bei Vorhandensein eines Stempels des jeweils anderen Landes die Einreise verweigern würden. Als Beispiel kann ein israelischer Stempel bei anschließendem Besuch von arabischen Ländern (ausgenommen Ägypten, Jordanien, Vereinigte Arabische Emirate und Marokko) genannt werden. Möglich sind auch berufliche Gründe. Beispielsweise kann man als Journalist auf mehrere Pässe angewiesen sein, um sich international frei bewegen zu können, während der Zweitpass bei Botschaften zur Visaerteilung vorliegt. Nach den deutschen Vorschriften ist im Extremfall die Ausstellung von bis zu zehn gültigen Reisepässen gleichzeitig möglich, allerdings haben die zusätzlichen Pässe nur eine Gültigkeit von maximal sechs Jahren.

## Passversagung und Passentziehung
Gemäß § 7 des Passgesetzes kann der Pass versagt oder entzogen werden, wenn bestimmte Gründe dafür vorliegen. Dies wäre zum einen die Gefährdung der inneren oder äußeren Sicherheit oder sonstiger erheblicher Belange der Bundesrepublik. Weiterhin kann der Pass versagt oder entzogen werden, wenn die Gefahr besteht, dass man sich der Strafverfolgung oder Strafvollstreckung durch Flucht ins Ausland entziehen will.

## Elektronischer Reisepass mit biometrischen Daten (ePass)

### Entstehungsgeschichte
Seit 1998 befasste sich die Internationale Zivilluftfahrtorganisation (ICAO), eine Unterorganisation der Vereinten Nationen, mit der Einführung von elektronisch auswertbaren biometrischen Merkmalen in maschinenlesbaren Reisedokumenten.
Die Terroranschläge am 11. September 2001 In den USA führten zur Resolution 1373 des UN-Sicherheitsrates am 28. September 2001, in der u. a. beschlossen wurde, dass „alle Staaten […] die Bewegung von Terroristen oder terroristischen Gruppen verhindern werden, indem sie wirksame Grenzkontrollen durchführen und die Ausgabe von Identitätsdokumenten und Reiseausweisen kontrollieren und Maßnahmen zur Verhütung der Nachahmung, Fälschung oder des betrügerischen Gebrauchs von Identitätsdokumenten und Reiseausweisen ergreifen“.
Am 9. Januar 2002 erfolgte in Deutschland mit der Verabschiedung des Terrorismusbekämpfungsgesetzes (BGBl. 2002 I S. 361, ber. BGBl. 2002 I S. 3142) eine Anpassung des Passgesetzes. Mit Inkrafttreten dieses Änderungsgesetzes durfte der Pass nun neben dem Lichtbild und der Unterschrift weitere biometrische Merkmale von Fingern oder Händen oder Gesicht des Passinhabers enthalten, wobei das Lichtbild, die Unterschrift und die weiteren biometrischen Merkmale auch in mit Sicherheitsverfahren verschlüsselter Form in den Pass eingebracht sein durften.
Im Jahr 2003 veröffentlichte die ICAO eine unter der Bezeichnung „Blueprint“ (englisch für „Blaupause“) bekannt gewordenen Empfehlung. Sie hält die UN-Mitgliedsstaaten dazu an, zukünftig biometrische Merkmale der Inhaber elektronisch auf dem Reisedokument zu speichern. Die Kriterien für die Auswahl der zu verwendenden Techniken sind weltweite Interoperabilität, Einheitlichkeit, technische Zuverlässigkeit, Praktikabilität und Haltbarkeit. Die Vorgaben wurden in das Doc 9303 der ICAO aufgenommen und werden seitdem ständig weiterentwickelt.
Die vier zentralen Punkte des „Blueprint“ waren
- die Verwendung von kontaktlosen Chips (RFID),
- die digitale Speicherung des Lichtbilds auf diesen Chips, wobei weitere Merkmale wie Fingerabdrücke oder Irismuster ergänzt werden können,
- die Verwendung einer definierten logischen Datenstruktur (Logical Data Structure, LDS) und
- ein Verfahren zur Verwaltung von digitalen Zugangsschlüsseln (Public Key Infrastructure, PKI).

Am 13. Dezember 2004 beschloss der Rat der Europäischen Union – u. a. im Hinblick auf die Ankündigung der USA, die Vorgaben für die visafreie Einreise zu verschärfen (Siehe auch: USA PATRIOT Act) – die Pässe der Mitgliedsstaaten gemäß ICAO-Vorgaben mit maschinenlesbaren biometrischen Daten des Inhabers auszustatten.

#### Erste Stufe – Integration der Gesichtsbiometrie
Am 22. Juni 2005 beschloss die deutsche Bundesregierung eine Verordnung zur Einführung biometriegestützer Reisepässe; die Zustimmung durch den Bundesrat erfolgte am 8. Juli 2005. Der damalige Bundesinnenminister Otto Schily bezeichnete die Kabinettsentscheidung als „wichtigen Schritt auf dem Weg zur Nutzung der großen Fortschritte der Biometrie für die innere Sicherheit“.
Das Inkrafttreten dieser Verordnung im Jahr 2005 wird auch als erste Stufe der Einführung biometriegestützer/elektronischer Reisepässe (ePässe) in Deutschland bezeichnet, da zunächst lediglich eine elektronische Kopie des Passbildes des Passinhabers und die aus dem maschinenlesbaren Bereich bekannten Daten elektronisch im Pass abgelegt wurden. Zeitgleich traten neue Vorschriften für – nun biometrische – Passbilder in Kraft (englisch: ICAO-compliant portrait).
Im deutschen Reisepass kommen Chips nach ISO/IEC 14443 der Firmen NXP Semiconductors (von Philips ausgegliedert) mit Typ A (72 kB) und Infineon Typ B (64 kB) zum Einsatz. Die Chipintegration erfolgte ab dem 1. November 2005. Als Software zum Lesen der auf dem Chip gespeicherten Information steht als internationale Referenzimplementierung das im Auftrag des BSI entwickelte Golden Reader Tool zur Verfügung.

#### Zweite Stufe – Integration der Fingerabdruckdaten
Die 2005 erfolgte erste Stufe der Einführung von ePässen basierte auf einer Verordnung des Innenministeriums. Die zweite Stufe der Einführung biometriegestützer/elektronischer Reisepässe, d. h. das ergänzende Speichern von Fingerabdrücken im Chip des ePasses, machte eine Gesetzesänderung notwendig. Am 25. Mai 2007 verabschiedete der Deutsche Bundestag mit den Stimmen der Großen Koalition ein neues Passgesetz, auf dessen Grundlage seit 1. November 2007 in den Reisepässen zusätzlich die Fingerabdrücke des rechten und linken Zeigefingers gespeichert werden. Eine dauerhafte Vorhaltung der Fingerbilder in Kopie bei den Einwohnermeldeämtern ist – anders als zuvor von dem damaligen Bundesinnenminister Wolfgang Schäuble vorgeschlagen – nicht Inhalt des Gesetzes.
Gleichzeitig entfiel zum 1. November 2007 die Möglichkeit, Kinder im Pass eintragen zu lassen. Das Feld Ordens- oder Künstlername entfiel ersatzlos. Auf Intervention der katholischen Kirche sowie von Künstlerverbänden wurde dieses Feld bei der Neufassung des Personalausweisgesetzes am 1. November 2010 wieder eingeführt. Die Gültigkeitsdauer für Pässe jüngerer Antragsteller unter 24 Jahren wurde von fünf auf sechs Jahre angehoben. Antragsteller ab dem 24. Lebensjahr (bislang 26. Lebensjahr) erhalten nunmehr einen für zehn Jahre gültigen Reisepass. Die EU-Amtssprachen Rumänisch und Bulgarisch wurden im Pass aufgenommen. Auf der letzten Vorsatzseite wurde eine ‚Gebrauchsanweisung‘ eingefügt. Die Passnummern wurden auf zufällig zu vergebende alphanumerische Nummern umgestellt.

### Datenerfassung

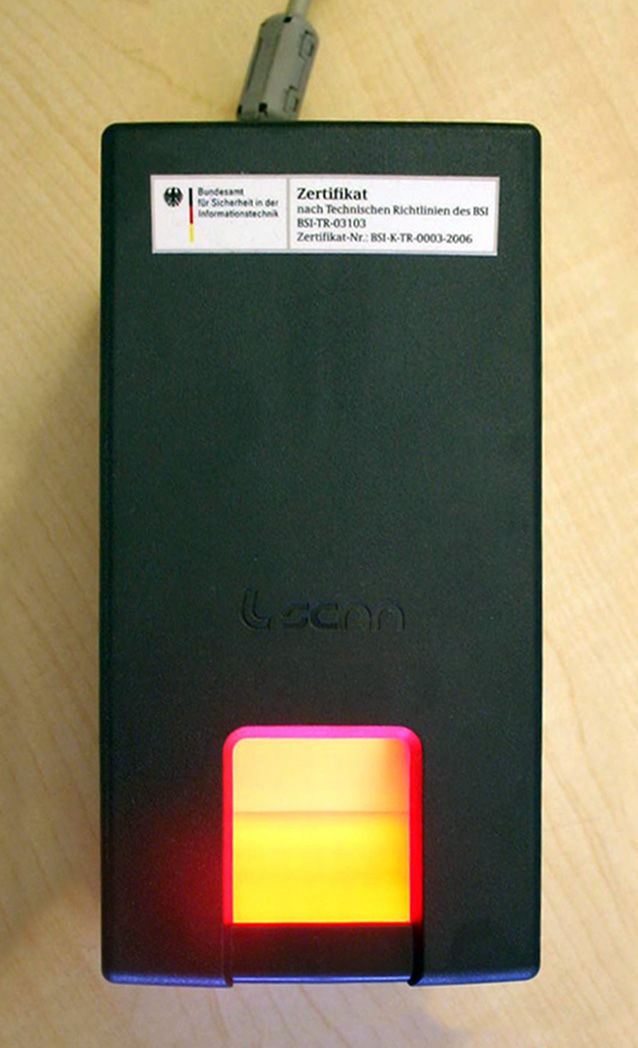
Fingerabdruckscanner, der für die Datenerfassung im deutschen Reisepass eingesetzt wird

Bei der Passantragstellung werden die gemäß Passgesetz bestimmten Angaben und eine Unterschriftenprobe erhoben. Seit November 2007 werden in Deutschland zusätzlich zwei Fingerabdrücke (flach, nicht gerollt) erfasst und als komprimierte Bilder gespeichert. Kinder vor Vollendung des sechsten Lebensjahres müssen bei der Beantragung eines ePasses keine Fingerabdrücke abgeben.

### Anwendungen

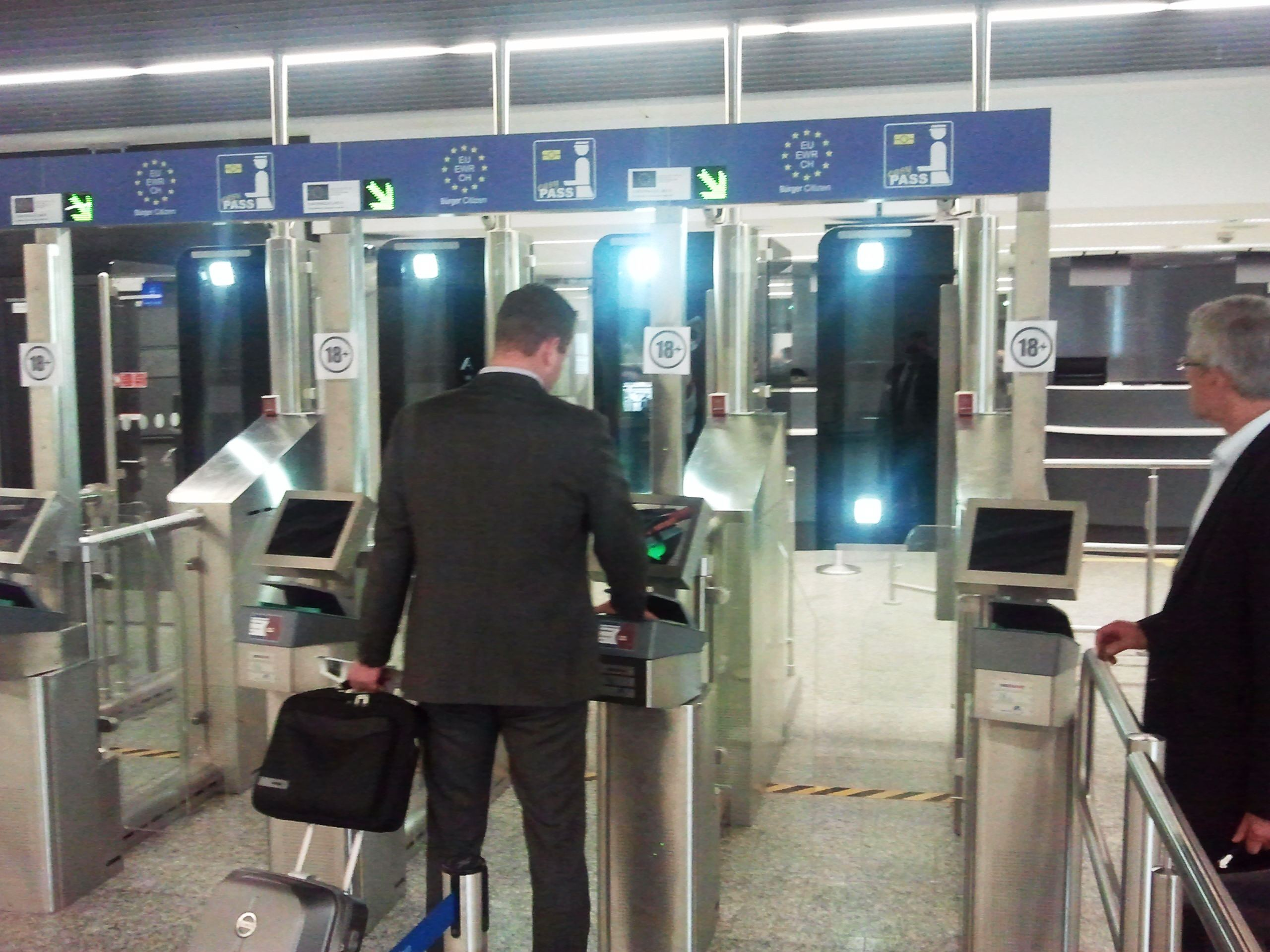
EasyPASS mit einem Nutzer am Dokumentenlesegerät

Mit der Einführung von ePässen ist es möglich geworden, die Kontrollprozesse beim Grenzübertritt teilweise oder vollständig zu automatisieren. Durch geeignete Verfahren und Kombination von Personenvereinzelung, Dokumentenechtheitsprüfung und biometrischer Inhaberverifikation können Reisende in Selbstbedienung entsprechend ausgestattete Kontrollpunkte bedienen. Insbesondere Flughafenbetreiber und Grenzschutzbehörden erwarten eine Entlastung des Kontrollpersonals und eine Verringerung der Wartezeiten für Passagiere.
Im Juni 2007 hat erstmals in Europa der Internationale Flughafen von Faro in Portugal mehrere derartige mit biometrischer Gesichtserkennung ausgestattete eGates in Betrieb genommen, denen weitere Anwendungen in Finnland und England folgten. Seit Juni 2009 betreibt die deutsche Bundespolizei ein vergleichbares automatisiertes Grenzkontrollsystem unter dem Namen EasyPASS.

### Schutzmechanismen für die im ePass gespeicherten Daten

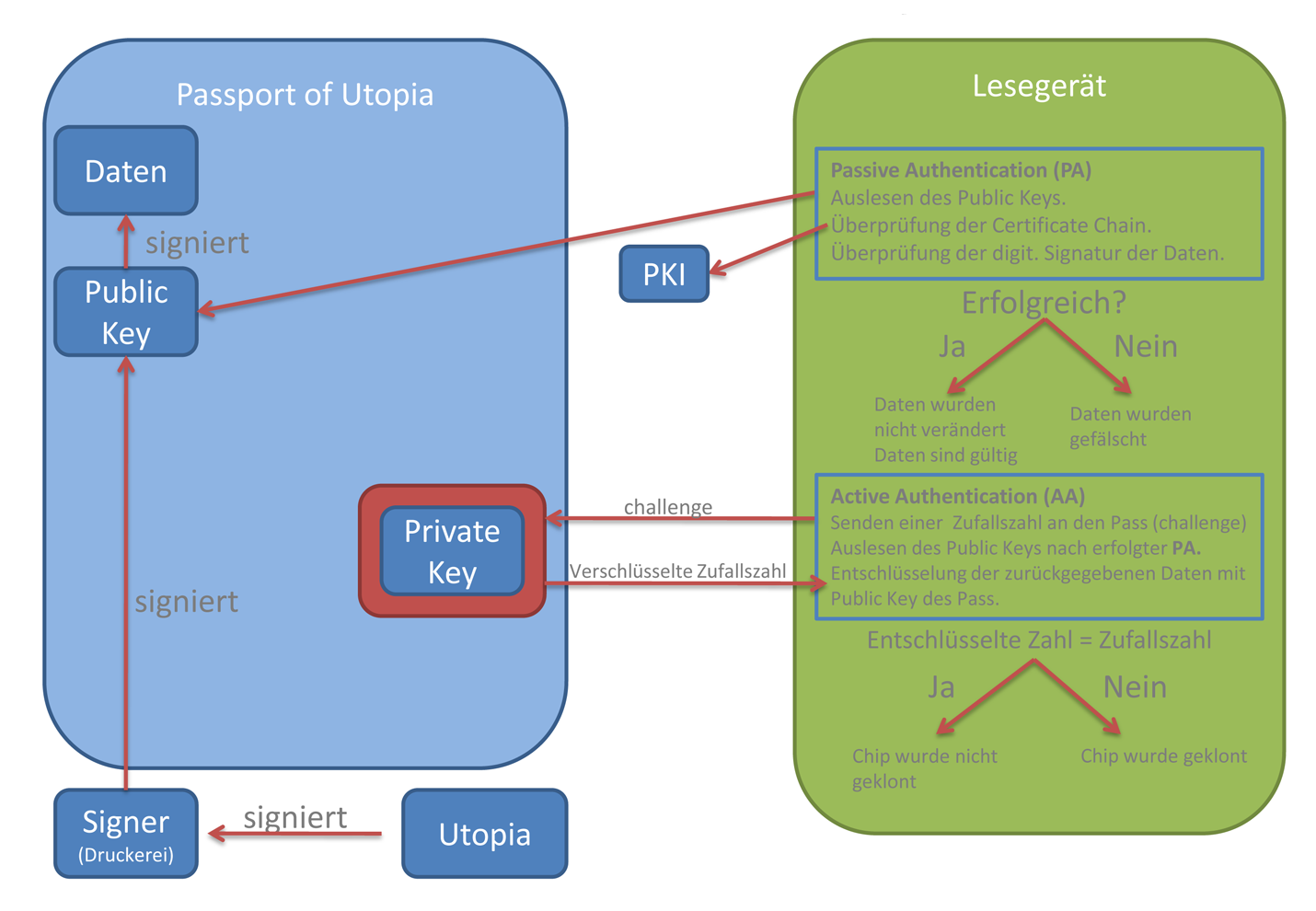
Sicherheitsvorkehrungen

Die Internationale Zivilluftfahrtorganisation (ICAO) spezifiziert einige Sicherheitsmechanismen für maschinenlesbare Reisedokumente, wovon aber nur die Passive Authentication verpflichtend zu implementieren ist. Die EU ergänzte die ICAO-Vorgaben um weitere Sicherheitsmechanismen, die für die Mitgliedstaaten der Europäischen Union verpflichtend sind. Neben der Passive Authentication sind das die Basic Access Control für die MRZ-Daten und das Passbild sowie die Extended Access Control für die Fingerabdrücke. Deutsche Reisepässe implementieren aktuell Basic Access Control (und deren Nachfolger Password Authenticated Connection Establishment) und Extended Access Control, aber nicht die fakultative „Active Authentication“.
- Passive Authentication (PA) (verpflichtend für alle ICAO-konformen ePässe)

Die Passive Authentication dient der Sicherstellung der Authentizität der elektronisch gespeicherten Daten, indem diese mit einer digitalen Signatur gesichert werden. Dadurch wird jede nachträgliche Modifikation der Daten vom Lesegerät detektiert, da dabei die Signatur ungültig wird. Die Erstellung einer 1:1-Kopie (Klon) wird hiermit jedoch nicht verhindert.
- Basic Access Control (BAC) (optional, im deutschen ePass verwirklicht)

Basic Access Control ist ein Mechanismus zur Wahrung der Privatsphäre, bei dem das elektronische Lesen der Daten erst freigegeben wird, wenn das Lesegerät nachgewiesen hat, dass es Kenntnis vom Inhalt der optisch auszulesenden maschinenlesbaren Zone (MRZ) hat. Dadurch wird sichergestellt, dass der Passinhaber das Dokument physisch demjenigen, der es auslesen will, übergeben hat oder wenigstens geöffnet gegen einen optischen Scanner hält oder wie bei Reisen in die USA die Daten in ein Webformular eingetragen hat, was als Einverständnis zum elektronischen Lesen gewertet wird. Gleichzeitig wird beim BAC ein zufälliger Sitzungsschlüssel berechnet, mit dem die weitere Kommunikation zwischen dem Chip und dem Lesegerät abgesichert wird. Die Stärke dieses Sitzungsschlüssels hängt allerdings von der Entropie der MRZ ab, was nicht mehr den heutigen Sicherheitsstandards entspricht. Deswegen wird BAC langsam durch ein sichereres Protokoll, Password Authenticated Connection Establishment (PACE) abgelöst.
- Password Authenticated Connection Establishment (PACE) (optional, im deutschen ePass verwirklicht)

Password Authenticated Connection Establishment ist gleich wie Basic Access Control ein Mechanismus zur Wahrung der Privatsphäre, der das unbefugte Auslesen der Daten und das Abhören der Kommunikation zwischen dem Chip und dem Lesegerät verhindert. Es handelt sich um ein Passwort-Authentisiertes Schlüsselaustausch Protokoll. Wie bereits bei BAC, muss das Lesegerät die Kenntnis der MRZ beweisen und es findet auch ein Schlüsselaustausch statt. Dank dem Einsatz von asymmetrischer Kryptographie hängt die Stärke des neu berechneten Schlüssels jedoch nicht von der Entropie der MRZ ab.
- Active Authentication (AA) (optional)

Unter Active Authentication versteht man einen Mechanismus zum Verhindern von 1:1-Kopien. Dabei kommt ein asymmetrisches Kryptosystem zum Einsatz: Der öffentliche Schlüssel befindet sich in den signierten Daten, deren Authentizität von der Passive Authentication sichergestellt wird, während der private Schlüssel im gesicherten Speicher des Chips ist und nicht ausgelesen werden kann. Der Chip kann dann dem Lesegerät seine Kenntnis des privaten Schlüssels über ein Challenge-Response-Verfahren nachweisen. Dabei generiert das Lesegerät eine Zufallszahl, schickt diese zum Chip, der sie signiert und die digitale Signatur zurückschickt. Wenn die Signatur stimmt, ist hinreichend sichergestellt, dass der Chip im Besitz des privaten Schlüssels ist und daher nicht kopiert wurde.
Eine mögliche Schwachstelle dieses Verfahrens ergibt sich, wenn das Lesegerät der Zufallszahl eine versteckte Semantik zuordnet. Ein Inspektionssystem könnte beispielsweise Ort und Zeit in die Zufallszahl kodieren, die dann vom Chip signiert wird, und die Signatur aufbewahren. Damit könnte dann zu einem späteren Zeitpunkt eine dritte Partei davon überzeugt werden, dass sich der Chip – und damit der Pass und dessen Inhaber – zu einem bestimmten Zeitpunkt an einem bestimmten Ort befunden haben.
- Chip Authentication (CA) (optional, im deutschen ePass im Rahmen von EAC verwirklicht)

Die Chip Authentication ist ein alternativer Mechanismus zum Verhindern von 1:1-Kopien. Ähnlich wie bei der Active Authentication beweist der Chip die Kenntnis seines eigenen privaten Schlüssels (zu dem er einen zugehörigen, durch Passive Authentication gesicherten öffentlichen Schlüssel besitzt). Statt des Challenge-Response Protokolls wird dazu allerdings ein Diffie-Hellman-Schlüsselaustausch mit einem statischen Schlüssel verwendet. Konkret heißt das, dass der Chip immer das gleiche Schlüsselpaar verwendet, während das Lesegerät sein Schlüsselpaar zufällig neu wählt. Beim Diffie-Hellman-Protokoll tauschen zwei Parteien ihre öffentlichen Schlüssel aus, um einen gemeinsamen geheimen Schlüssel zu berechnen. Dieser ist durch die zwei öffentlichen Schlüssel zwar eindeutig definiert, um ihn berechnen zu können, muss man allerdings zusätzlich noch einen der beiden privaten Schlüssel kennen. Wenn der Chip also beweisen kann, dass er den neu ausgehandelten Schlüssel kennt, hat er damit implizit die Kenntnis seines privaten Schlüssels bewiesen. Da der bei der Chip Authentication ausgehandelte Schlüssel deutlich sicherer ist als der Sitzungsschlüssel, der bei BAC berechnet wurde, wird er auch zur Absicherung der weiteren Kommunikation zwischen dem Chip und dem Lesegerät verwendet.
- Extended Access Control (EAC) (optional, im deutschen ePass verwirklicht)

Die Extended Access Control ist ein Mechanismus zur Verwaltung von Zugriffsrechten. Während die Daten, die mittels Basic Access Control gelesen werden können – also Name, Geburtsdatum, Gesichtsbild – und damit ohnehin jedermann zugänglich sind, der im physischen Besitz des Passes ist, beinhaltet der Pass zusätzliche sensiblere Daten, beispielsweise Fingerabdrücke. Über „Extended Access Control“ werden diese zusätzlichen Daten geschützt, wobei die Kontrolle darüber, welche Staaten, welche der zusätzlichen Daten lesen können, bei den passausgebenden Staaten liegt.
Die Details der EAC werden von der ICAO nicht spezifiziert und obliegen den passausgebenden Staaten. EU-weit war das Bundesamt für Sicherheit in der Informationstechnik (BSI) maßgeblich an der Entwicklung der Extended Access Control beteiligt. Diese Spezifikation bildete die Grundlage für den Beschluss der EU-Kommission vom 28. Juni 2006. Die aktuelle Version der Technischen Richtlinie BSI TR-03110 spezifiziert die Protokolle zur Absicherung von personenbezogenen Daten, die in elektronischen Ausweisen gespeichert werden.

### Angriffe auf die elektronischen Sicherheitsmerkmale von ePässen
Bislang (Stand: August 2010) sind weltweit keine tatsächlichen Fälschungen oder Verfälschungen von ePässen im Grenzschutzbetrieb bekannt geworden. Allerdings wurden verschiedene Angriffsformen dargestellt, die theoretische Sicherheitslücken aufzeigen sollen.
- Im Jahr 2006 wurde die Möglichkeit demonstriert, die RFID-Chipdaten eines deutschen Reisepasses zu replizieren, das heißt den Inhalt auszulesen und auf einen leeren Smart-Card-RFID-Chip zu kopieren. Man platzierte zudem den erzeugten Chip im Reisepass auf eine Weise, dass ein Lesegerät den replizierten und nicht den originalen Chip auslas. Dadurch wurde ein gültiger Reisepass modifiziert, der wie der deutsche Reisepass nicht den von der ICAO optional empfohlenen Duplizierschutz Active Authentication (AA) aufweist.[51] Es ist umstritten, ob die Replizierbarkeit des Chips ein Sicherheitsrisiko darstellt, da diese Modifikation nicht zu einer Missbrauchsfähigkeit des Passes im Vergleich zum Original führt. Lesegeräte, die sich ausschließlich auf die im RFID-Chip gespeicherten Daten stützen würden, könnten hiermit getäuscht werden, jedoch finden solche im Grenzschutzbetrieb keine Anwendung.

Das Ändern der Daten war nicht möglich, da die Daten des RFID-Chips über 224 Bit (ECDSA) bzw. 2048 Bit (RSA) große Schlüssel manipulationsgeschützt sind. Soll das beschriebene Verfahren tatsächlich zum Fälschen oder Verfälschen von Pässen, wenn auch nur zum Ändern der elektronischen Identität, verwendet werden, so müsste ein Fälscher entweder die 2048 Bit RSA-Signatur brechen oder die optische Signatur im Reisepass verändern. Das Knacken eines 2048 Bit RSA-Schlüssels ist nach Expertenmeinung auf absehbare Zeit unmöglich. Das Ändern der optischen Signatur, aufgedruckt im Innenteil des Passes, wird durch verschiedene Sicherheitsmechanismen (beispielsweise durch Hologramme) erschwert und kann in der Regel leicht durch Sicherheitsbeamte und optische Passlesegeräte erkannt werden.
- Ein britischer Sicherheitsexperte hat 2007 beschrieben, wie er sich mit Hilfe eines handelsüblichen Lesegeräts und eines von ihm selbst geschriebenen Computerprogramms Zugriff auf Passdaten einer Person verschaffen konnte. Dass sich das unbefugterweise gelesene britische Dokument in einem verschlossenen Umschlag befand, sei für ihn kein Hindernis gewesen. Die Inhaberin des Ausweises habe nichts von dem Auslesen ihrer Passdaten mitbekommen.[52] Der vorgenommene Angriff beruht darauf, dass der Lesezugriffsschutz Basic Access Control (BAC) des elektronischen Passes einen kurzen und somit schwachen Schlüssel aufweist. Dieser Schlüssel wird zudem teilweise aus den persönlichen Daten der Person (Geburtsdatum) gebildet, was die wirksame Länge des Schlüssels weiter verkürzt, falls diese Daten bekannt sind. Tatsächlich war dies beim Angriff der Fall, denn der Sicherheitsberater hatte vorab Kenntnis von persönlichen Daten der Passinhaberin. Dennoch wurden vier Stunden unmittelbaren Kontakts zum Chip im Reisepass benötigt, was nicht einem Auslesen im Vorübergehen entspricht. Daher ist umstritten, ob diese Form des Skimming ein Sicherheitsrisiko darstellt.
- Eine mögliche Angriffsform ist die Manipulation der Personal Computer in Meldebehörden, an denen die persönlichen und biometrischen Daten der Passantragsteller erfasst werden. Bei einem erfolgreichen Angriff könnten die Passdaten abgehört, verfälscht oder gefälscht werden. Das Konzept wurde 2009 theoretisch am Beispiel der Manipulation von Fingerabdruckdaten demonstriert.[53][54] Da es sich bei solchen Angriffen um ein allgemeines, nicht für ePässe spezifisches Problem der Informationssicherheit handelt, ist ihre praktische Bedeutsamkeit umstritten.

### Datenschutzrechtliche Themen
Ohne ausreichende Sicherheitsmaßnahmen könnten RFID-Chips im Reisepass dazu führen, dass die gespeicherten Daten ohne willentliche und aktive Handlung des Besitzers (wie dem Vorzeigen des Ausweises) verdeckt ausgelesen werden könnten. Dieses unbemerkte Auslesen könnte zum Beispiel durch den Aufenthalt in einem mit RFID-Lesetechnik bestückten Bereich erfolgen oder durch Annäherung einer Person mit einem mobilen Lesegerät auf kurze Distanz zum Betroffenen oder seinem Reisepass. Skeptiker können ihren ePass jedoch in Alufolie einwickeln oder in einer metallischen Schutzhülle aufbewahren. Dann ist das Reisedokument tatsächlich abgeschirmt.
Bei europäischen Reisepässen soll das Auslesen durch Unbefugte allerdings durch das Basic-Access-Control-Verfahren unterbunden werden. Dabei ist das Auslesen des Chips möglich, wenn zuvor die maschinenlesbare Zone des Passes optisch gelesen wurde, das Dokument also einem Beamten oder einer im Besitz eines Lesegerätes befindlichen Person ausgehändigt wurde. Alternativ können die Daten des maschinenlesbaren Bereichs auch aus einer Datenbank stammen, was ein verdecktes Detektieren eines bestimmten, erwarteten Dokuments ermöglicht. Das Lesegerät muss sich mit den Daten aus der maschinenlesbaren Zone am RFID-Chip anmelden. Schlägt diese Anmeldung fehl, so gibt der Chip keine Daten seines Inhabers preis. Weiterhin sollen nur dafür vorgesehene Lesegeräte den Chip auslesen können und die Kommunikation zwischen Lesegerät und Chip erfolgt verschlüsselt. Das Verfahren stellt sicher, dass keine personenbezogenen Daten gelesen werden können, die nicht schon zuvor bekannt sind.
Einige empfinden auch die bestimmungsgemäße Verwendung des ePasses als Sicherheitsrisiko für den Schutz der persönlichen Daten. Jedes Land, das die entsprechenden Lesegeräte angeschafft hat, kann die mit Biometrie-Technik nutzbaren Daten des Passes auslesen, speichern und verarbeiten. Technisch kann dies verhindert werden: Der RFID-Chip lässt sich in einem handelsüblichen Mikrowellengerät zerstören. Dazu wird der ePass hineingelegt und der Einschalter nur für Bruchteile von Sekunden eingeschaltet. Danach ist der Chip in der Regel zerstört. Dabei kann durch ein kurzes Aufflammen des RFID-Chips allerdings auch der Pass zerstört werden. Auch ein Induktionskochfeld kann den Chip zerstören. Der Pass behält seine Gültigkeit, falls er weiterhin eine Identifikation der Person ermöglicht. Die biometrischen Daten (digitale Fotografie und die Abnahme mindestens zweier Fingerabdruckbilder) könnten dann von Ländern, die diese Daten bei der Einreise verlangen, stattdessen mit entsprechenden Sensoren vor Ort erhoben werden. Beim Beispiel der USA sind das eine digitale Fotografie und die Aufnahme mindestens zweier Fingerabdruckbilder. Gegen eine mutwillige Zerstörung des Chips spricht allerdings, dass dies als Sachbeschädigung oder Verändern amtlicher Ausweise gewertet werden könnte.
Der deutsche Anwalt Udo Vetter klagte im Jahr 2007 gegen die Stadt Bochum auf Erteilung eines Reisepasses ohne Erfassung seiner Fingerabdrücke. Zu dieser Klage erfolgte im Mai 2012 ein Beschluss des Verwaltungsgerichts Gelsenkirchen, das dem Europäischen Gerichtshof (EuGH) verschiedene Fragen zur Vorabentscheidung vorlegte, nämlich ob die Rechtsgrundlage für die Fingerabdruckpflicht unzureichend sei, ein Verfahrensfehler beim Erlass der europäischen Verordnung Nr. 2252/2004 in geänderter Fassung vorliege und/oder ob ein Verstoß gegen Art. 8 der Charta der Grundrechte der Europäischen Union vorliege. Nach den Schlussanträgen des Generalanwalts Mengozzi hat der Europäische Gerichtshof 2013 entschieden, dass die Speicherung digitaler Fingerabdrücke auf EU-Reisepässen zulässig ist.
Bereits im September 2011 hatte das Verwaltungsgericht Dresden die Pflicht zur Speicherung der Fingerabdrücke im Reisepass als zulässig beurteilt. Die Juristin und Schriftstellerin Juli Zeh, die insbesondere ihr Grundrecht auf Menschenwürde verletzt sah, hatte am 28. Januar 2008 Verfassungsbeschwerde gegen die Einführung biometrischer Merkmale in Reisepässen mit dem Antrag erhoben, die entsprechenden Regelungen im Passgesetz für nichtig zu erklären. Das Bundesverfassungsgericht hat die vorgelegte Verfassungsbeschwerde nicht zur Entscheidung angenommen, weil die Begründung der Beschwerde sich nicht ausreichend mit den maßgeblichen Bestimmungen des Passgesetzes auseinandersetzte und somit die formellen Anforderungen an die Darstellung des gerügten Grundrechtsverstoßes nicht erfüllt seien.

## Vorläufiger Reisepass

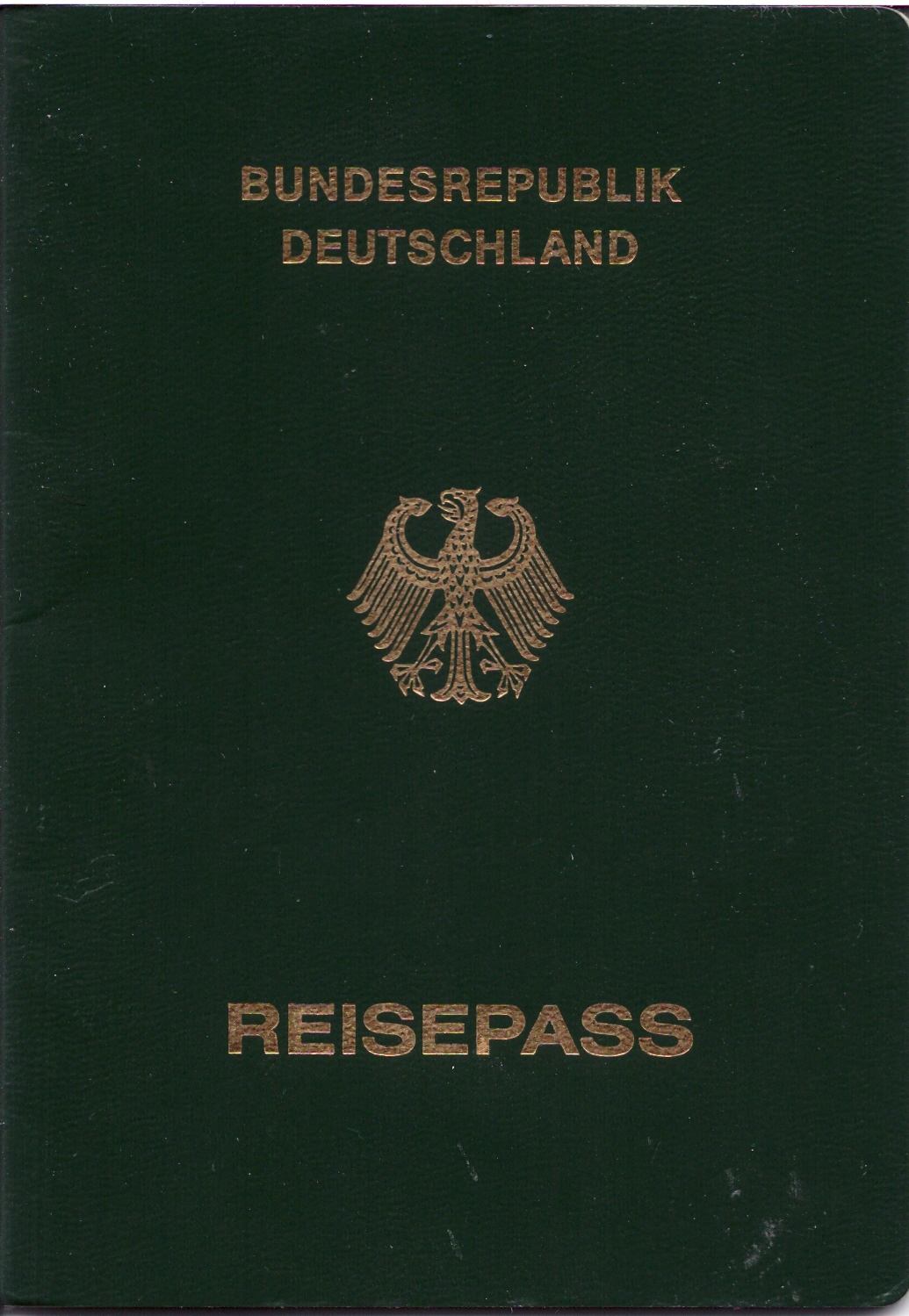
Vorläufiger Reisepass (Einband)

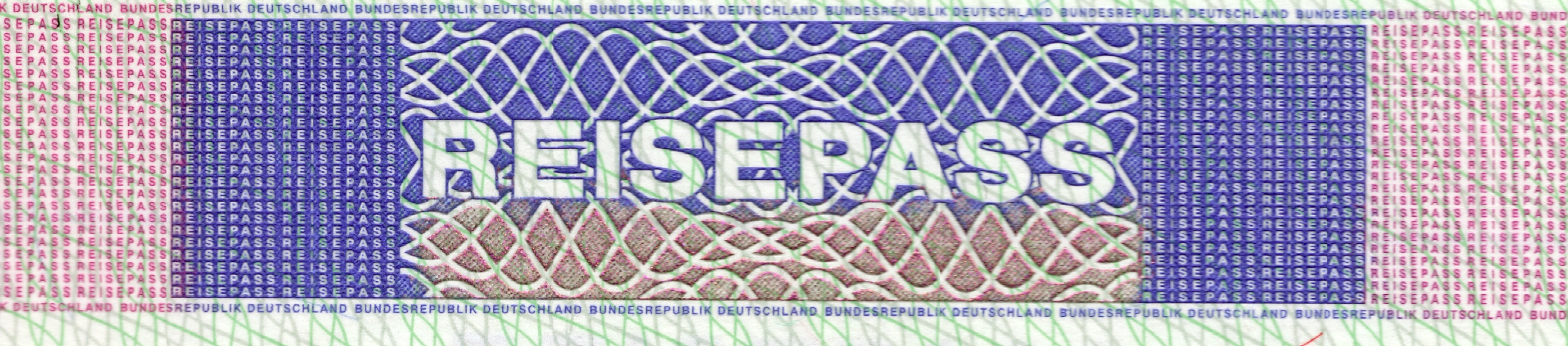
Schriftzug ‚Reisepass‘ auf dem Klebeetikett im vorläufigen Reisepass

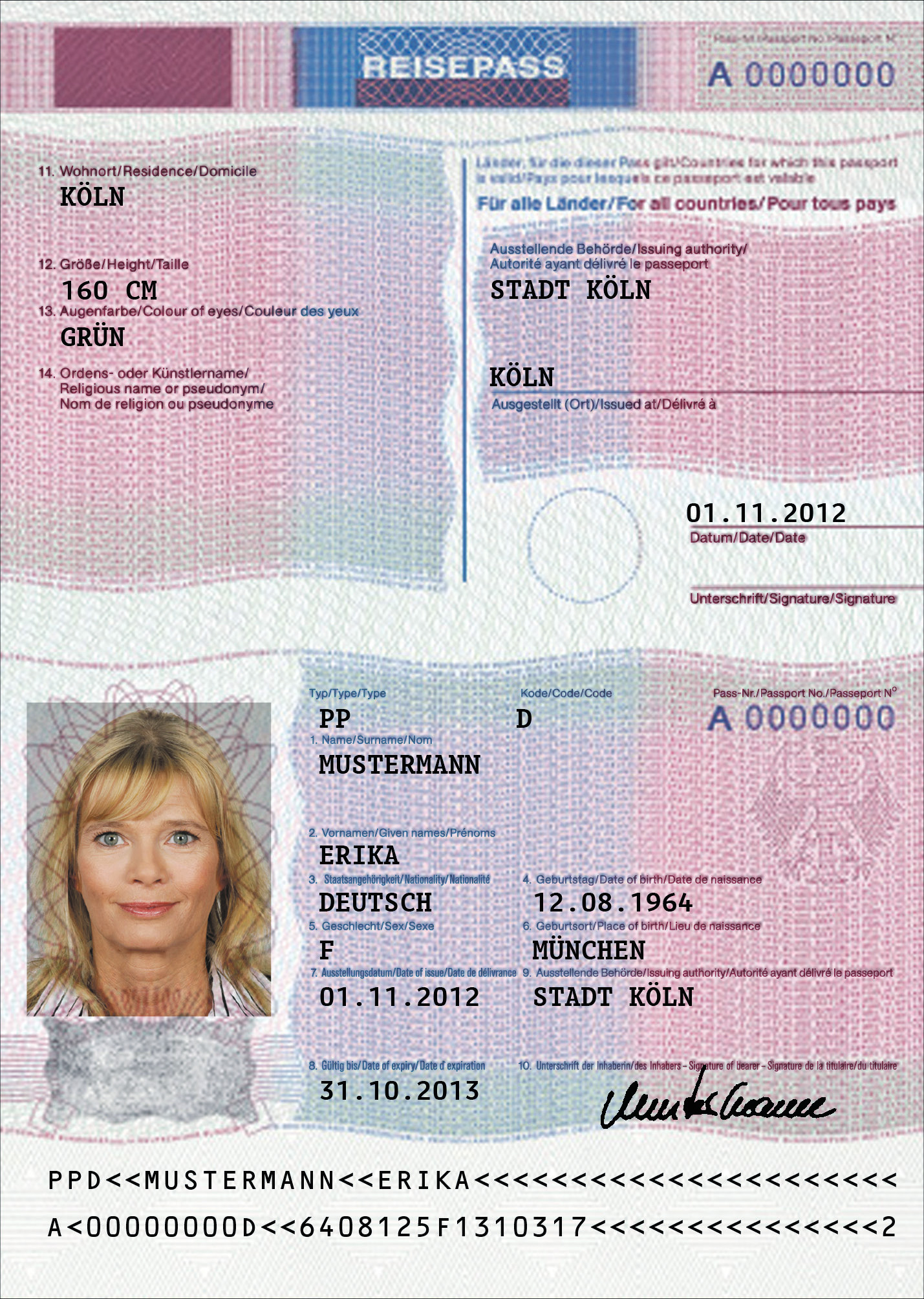
Vorläufiger Reisepass (aktuelles Muster)

Der vorläufige Reisepass ist – wie der Reisepass – ein nationaler Pass. Er hat einen grünen Umschlagdeckel und keine Kunststoff-Passkarte. Das Dokument ist unabhängig vom Alter des Antragstellers maximal ein Jahr gültig. Im Gegensatz zum regulären Reisepass kann der vorläufige Reisepass laut § 6 Abs. 1 Passgesetz auch ohne persönliches Erscheinen des Antragstellers ausgestellt werden.
Der vorläufige Reisepass wird unabhängig von der gleichzeitigen Beantragung eines regulären Reisepasses ausgestellt. Er soll laut der derzeitigen Rechtslage in vier Fallkonstellationen anstatt eines Reisepasses ausgestellt werden:
- zeitliche Dringlichkeit (der Antragsteller muss die kurzfristige Reiseabsicht glaubhaft machen, insbesondere die genaue Reiseroute aufzeigen, ggf. kann die Passbehörde auch Nachweise verlangen),
- unabhängig von der zeitlichen Dringlichkeit, bei Antragstellern, die am persönlichen Erscheinen gehindert sind (insbesondere im Krankheitsfall oder wenn sich die Antragssteller schon im Ausland befinden und durch einen Bevollmächtigten, gesetzlichen Vertreter oder Betreuer einen Pass beantragen),
- bei 6- bis 12-jährigen Kindern kann auch ohne Bestehen einer Dringlichkeit oder sonstiger Voraussetzungen in jedem Fall eine Ausstellung erfolgen, falls die gesetzlichen Vertreter einen Reisepass ohne Aufnahme der Fingerabdrücke des Kindes wünschen,
- bei unter 6-jährigen Kindern kann ein vorläufiger Pass ausgestellt werden, wenn die Namensführung nach deutschem Recht noch nicht endgültig ist.

Seit Januar 2006 wird der vorläufige Reisepass gemäß den Mindestsicherheitsstandards der EU ausgestellt: Er enthält einen fälschungsgesicherten Aufkleber mit den Daten des Passinhabers und ist maschinenlesbar. Dieser Aufkleber stellt die Datenseite dar, im Gegensatz zum regulären Reisepass enthält der Aufkleber die Beschriftung ‚Reisepass‘. Beim vorläufigen Reisepass, der bis Ende Dezember 2005 ausgestellt wurde, fehlte die Datenseite. Er hatte stattdessen ein eingeklebtes Foto und wurde teilweise handschriftlich personalisiert.
Der vorläufige Reisepass kann grundsätzlich sofort von der zuständigen Passbehörde ausgestellt werden. Unter Umständen kann es in einigen Kommunen einen Arbeitstag bis zur Aushändigung dauern. Für kurzfristige Reisen besteht die Möglichkeit einer beschleunigten Ausstellung eines (endgültigen) deutschen Reisepasses innerhalb von drei bis sechs Werktagen (‚Express-Reisepass‘).
Zum 1. April 2016 ist das US-amerikanische Visa-Waiver-Programm verschärft worden. Mit Umsetzung des Visa Waiver Program Improvement and Terrorist Travel Prevention Act ist für Reisen in die Vereinigten Staaten im Rahmen des Visa-Waiver-Programms (VWP) zwingend ein elektronischer Reisepass erforderlich.

## Kosten und Gebühren
Am 1. November 2005 wurde der elektronische Reisepass (ePass) in Deutschland eingeführt. Damit einhergehend hat sich die Herstellung der Dokumente deutlich verteuert. Als Folge davon wurde die Passgebührenverordnung angepasst. Mit 60 Euro hat sich die Gebühr für die Ausstellung eines Reisepasses gegenüber dem Vorgängermodell ohne Chip mehr als verdoppelt. Seit dem 1. November 2007 sind die Gebühren und Auslagen für die Ausstellung oder Änderung von Pässen in der Passverordnung festgelegt. Die Gebühr ist vom Antragsteller zu entrichten.
Die Lieferzeit des Reisepasses liegt zwischen vier und acht Wochen. Gegen eine Zusatzgebühr ist die Ausstellung innerhalb von bestenfalls drei Werktagen möglich („Express-Pass“).
Nach § 15 PassV ergeben sich aktuell folgende Gebühren:
Antragstellung vor Vollendung des 24. Lebensjahres (Gültigkeitsdauer sechs Jahre)
- Reisepass – 32 Seiten: 37,50 Euro
- Reisepass – 48 Seiten: 59,50 Euro
- Express-Reisepass – 32 Seiten (Ausstellung innerhalb von 72 Stunden): 69,50 Euro
- Express-Reisepass – 48 Seiten (Ausstellung innerhalb von 72 Stunden): 91,50 Euro

Antragstellung nach Vollendung des 24. Lebensjahres (Gültigkeitsdauer zehn Jahre)
- Reisepass – 32 Seiten: 70 Euro
- Reisepass – 48 Seiten: 92 Euro
- Express-Reisepass – 32 Seiten (Ausstellung innerhalb von 72 Stunden): 102 Euro
- Express-Reisepass – 48 Seiten (Ausstellung innerhalb von 72 Stunden): 124 Euro

Ein vorläufiger Reisepass mit einem Jahr Gültigkeit wird gegen eine Gebühr von 26 Euro ausgestellt; er wird jedoch nicht in allen Ländern akzeptiert, bei der Einreise kann es zu Problemen kommen.
Bis Ende 2023 war für den Kinderreisepass eine Gebühr von 13 Euro zu entrichten. Zum 1. Januar 2024 wurde der Kinderreisepass abgeschafft.
Bei einer Beantragung an einer deutschen Auslandsvertretung (Botschaft, Konsulat, Honorarkonsuln) sind zusätzlich Gebühren nach § 15 Abs. 3 PassV und ggf. der Besonderen Gebührenverordnung des Auswärtigen Amtes zu entrichten. Dadurch soll der Mehraufwand bei der Antragstellung im Ausland abgedeckt werden.
Durch eine Änderung des Passgesetzes ist seit dem 1. November 2010 die nicht unverzügliche Anzeige des Verlustes oder des Wiederauffindens des Passes mit einer Geldbuße bis zu 5.000 Euro sowie das unberechtigte Auslesen personenbezogener und biometrischer Daten bis zu 30.000 Euro bedroht (§ 25 Abs. 4 PassG).

## Historisches
Für die Ausstellung von Reisepässen, die zum Grenzübertritt nur noch in bestimmten Fällen nötig waren, galt im Kaiserreich das Gesetz über das Paßwesen vom 12. Oktober 1867.
Im Ersten Weltkrieg und den Jahren danach ergingen ergänzende Verordnungen zur Passpflicht. Hierdurch wurde bestimmt, dass zur Ein- und Ausreise ein Sichtvermerk nötig ist. Bis Ende 1922 ausgegebene Reisepässe waren nur ein Jahr gültig, sie konnten nach Einführung des neuen Musters nach 1923 nicht mehr verlängert werden.

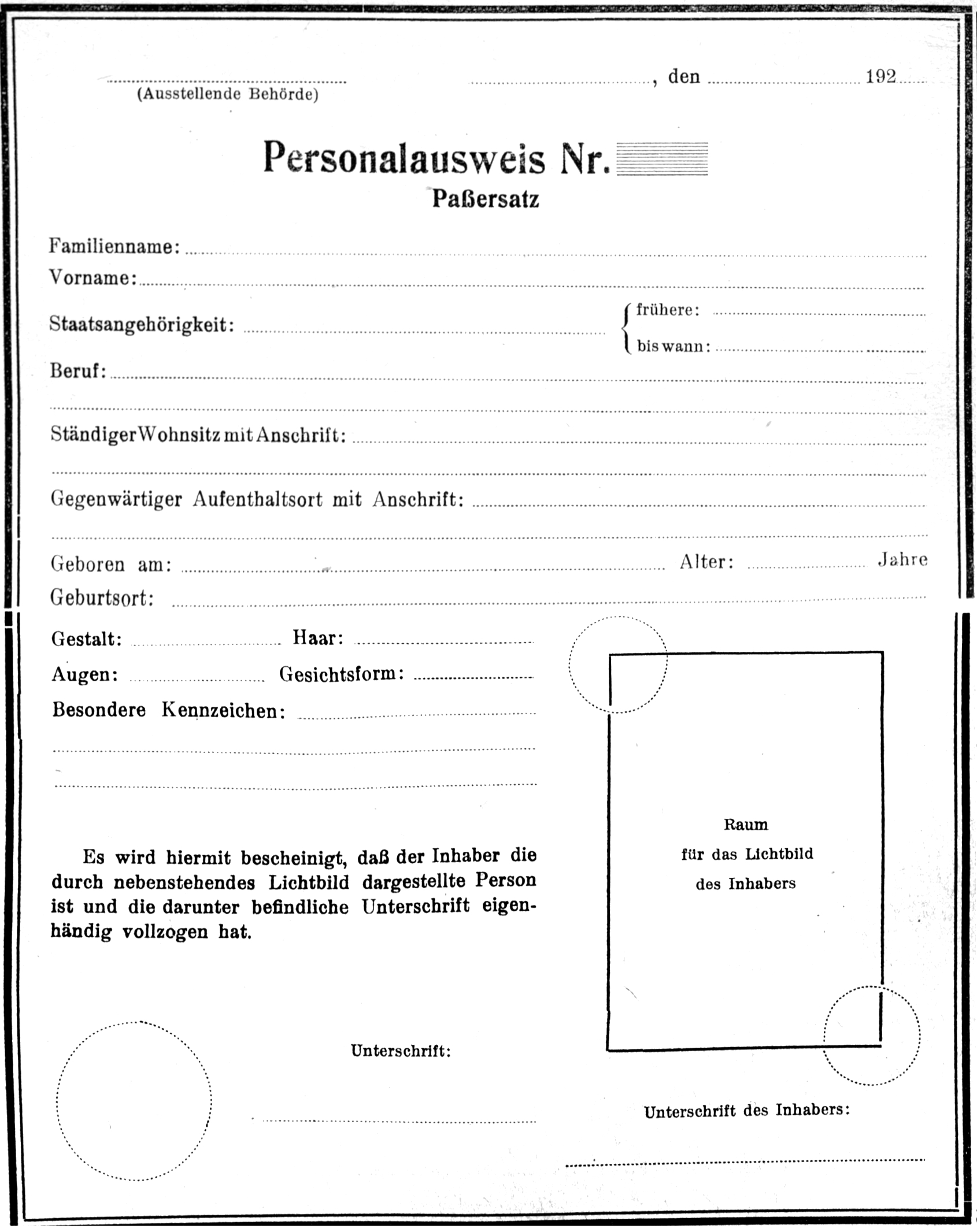
Muster eines „Personalausweises als Paßersatz“, in dieser Form ausgestellt, April 1922

Die Bekanntmachung zur Ausführung der Paßverordnung vom 4. Juni 1924 legte fest, dass nur noch der neue Typ in Form eines 15 1⁄2 × 10 1⁄2 cm großen Büchleins verwendet werden durfte. Der Sichtvermerkszwang zur Ausreise wurde abgeschafft. Solche Pässe, die nur noch an Reichsangehörige ausgestellt werden durften, hatten nun eine Gültigkeit von zwei Jahren. Die Gebühr betrug seit 1924 fünf Reichsmark. Sie konnten bis zu einer Gesamtdauer von fünf Jahren, um jeweils ein Jahr verlängert werden. Auch Dienstpässe folgten diesem Muster. Ihre Umschläge waren jedoch grün, statt dem sonst gebrauchten grau. Diplomaten- und Ministerialpässe wurden bis auf weiteres in Blattform ausgegeben.
Personalausweise, die auch an Ausländer, die keinen heimatlichen Pass erhalten konnten, ausgegeben werden durften galten als vollwertiger Paßersatz. Solche Dokumente waren ein Jahr gültig und konnten um ein weiteres Jahr verlängert werden. Die Gebühr betrug seit 1924 zehn Reichsmark. Es handelte sich hierbei auch um Vorläufer der Nansen-Pässe.
In den frühen 1930er Jahren stellten die Devisenbeschränkungen (10 Mark Silber als Bargeld) und Tausend-Mark-Sperre (1933–1936) effektiv einen Ausreiseerlaubniszwang dar.

### Deutsche Reisepässe vor der Wiedervereinigung
Bei Einführung der ersten Reisepässe in den 1950er Jahren hatte die Bundesrepublik Deutschland zwar die Passgesetzhoheit (ab 1. Februar 1951), allerdings behielten sich die Alliierten die Bestimmungen zum Reiserecht vor.
Das Gesetz über das Paßwesen vom 4. März 1952 löste in der BRD alle einschlägigen Bestimmungen, die gemäß Art. 124 GG weitergegolten hatten, ab.
In der Bundesrepublik Deutschland waren die Reisepässe vor 1988 dunkelgrün, in der DDR blau.

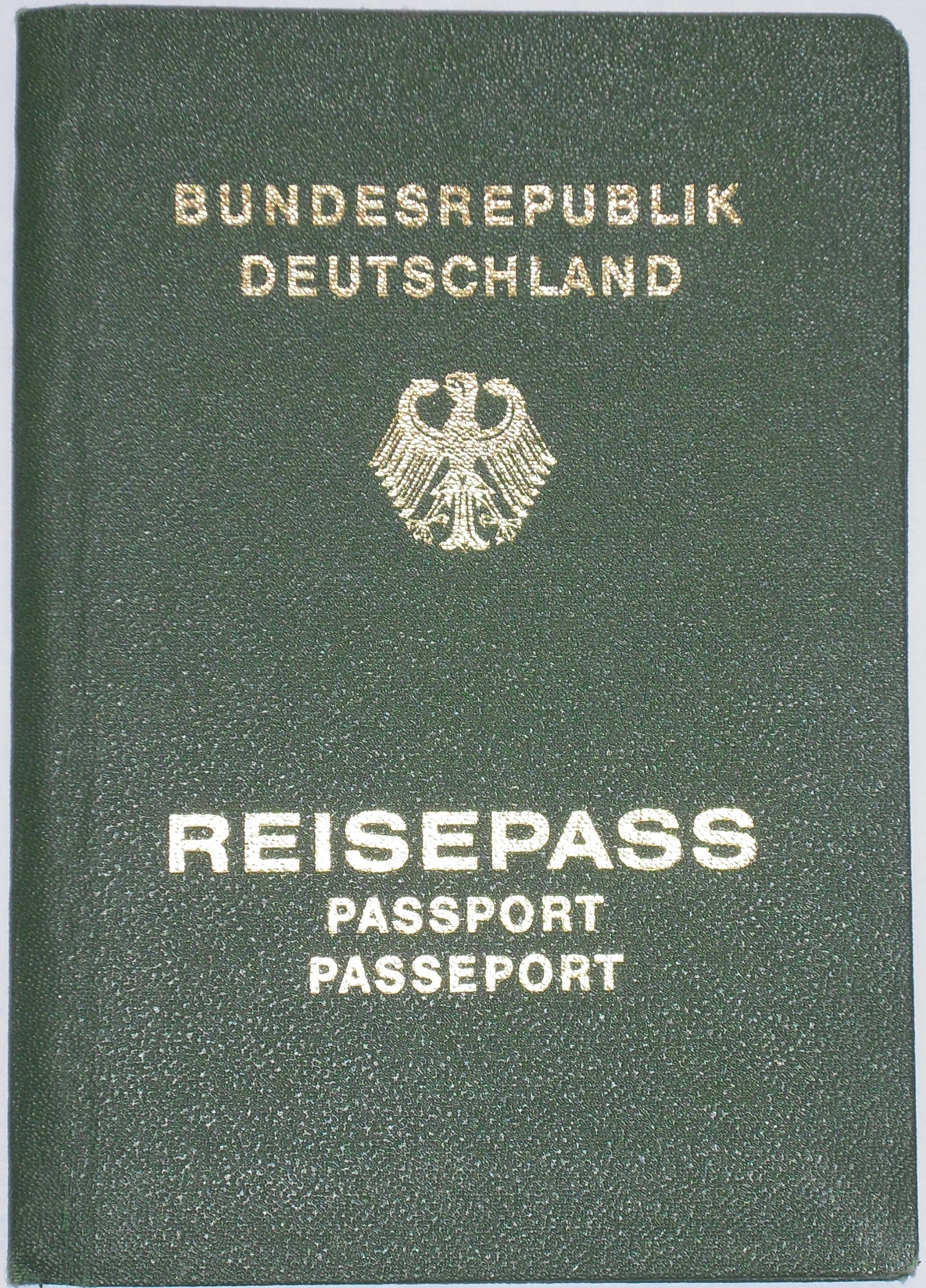
Bundesdeutscher Reisepass bis 1988
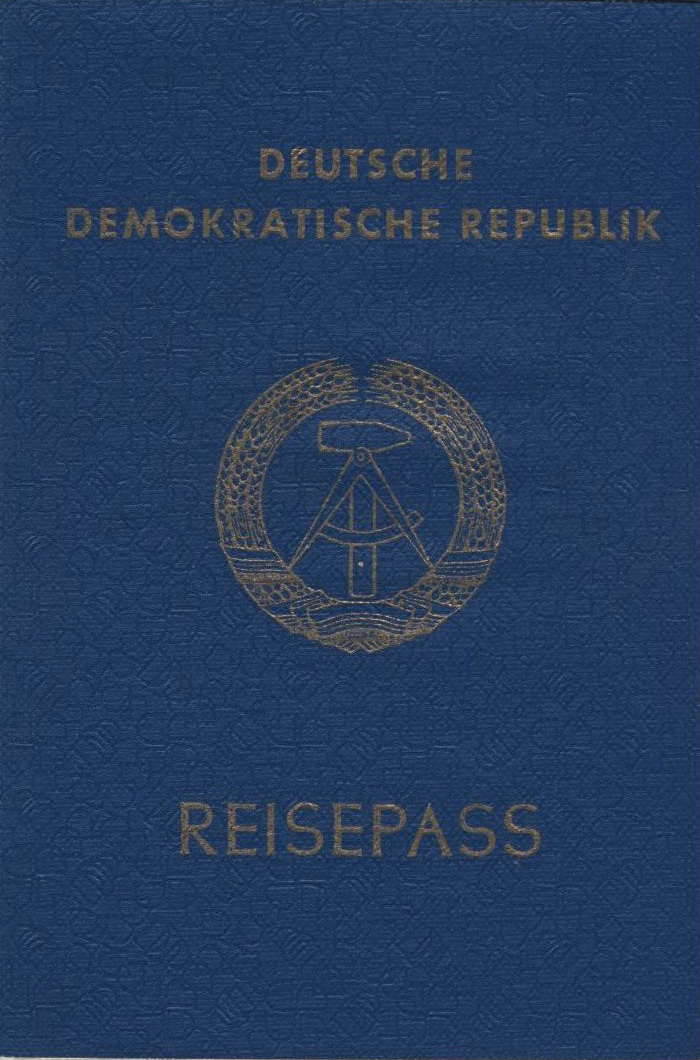
Reisepass der DDR bis 1990

### Historische Eintragungen

#### Beruf
Nach den erwähnten Bestimmungen der Alliierten blieb für Deutsche, die ins Ausland reisen wollten, ein Visum vorgeschrieben. Für dieses musste zwingend der ausgeübte Beruf angegeben werden. Teilweise ist es heute noch beim Visumsantrag so. Da die Berufsangabe nicht mehr zwingend notwendig war, konnte sie mit der Einführung neuer Pässe mit der Verordnung vom 12. Juni 1967 entfallen.

#### Besondere Kennzeichen
Bis 1988 war das Angabenfeld Besondere Kennzeichen in bundesdeutschen Reisepässen enthalten. Wegen möglicher Diskriminierungen von Personen, bei denen unter dieser Rubrik insbesondere körperliche Merkmale aufgeführt wurden, hat man diese zuletzt durch einen Strich gekennzeichnet und mit der Einführung der EU-weit einheitlich gestalteten Reisepässe ganz weggelassen.

#### Eintragung von Kindern
Die Möglichkeit, Kinder in den Reisepass der Eltern einzutragen, ist mit dem 1. November 2007 entfallen; bereits bestehende Einträge behielten allerdings ihre Gültigkeit. Seit dem 26. Juni 2012 sind darüber hinaus alle Einträge von Kindern im Pass der Eltern nicht mehr gültig und ebenfalls nicht mehr verlängerbar, jedes Kind benötigt seit diesem Tag einen eigenen Kinderreisepass, Reisepass oder Personalausweis. Das gilt weltweit und richtet sich ebenfalls nach den jeweiligen Einreisebestimmungen.

#### Rufname
Aufgrund einer Änderung der Verwaltungspraxis wird seit Ende 2010 in deutschen Reisepässen und Personalausweisen bei Personen mit mehreren Vornamen der (meist geburtsurkundlich bestimmte) Rufname nicht mehr kenntlich gemacht. Wurde bis dahin in der maschinenlesbaren Zeile (MRZ) der Passkarte neben dem Nachnamen nur ein Vorname (der Rufname) angegeben, finden sich nunmehr in der MRZ neben dem Nachnamen sämtliche Vornamen beginnend mit dem ersten. Aufgrund begrenzter Zeichenanzahl kommt es dabei vor, dass in der MRZ für den eigentlichen Rufnamen gar kein Platz mehr ist. Da die Angaben in der MRZ maßgebend sind für den internationalen Reiseverkehr, hat dies zur Folge, dass Personen, deren Rufname der zweite oder dritte ihrer Vornamen ist, nicht mehr wie bisher unter ihrem Rufnamen reisen können. Vielmehr sind Betroffene gezwungen, z. B. ein Flugticket entsprechend den nunmehr geänderten Daten in der MRZ zu buchen. In dem Zwang aufgrund der neuerlichen Verwaltungspraxis, sowohl bei Reisen als auch im sonstigen behördlichen wie privaten Rechts- und Geschäftsverkehr statt ihres Rufnamens vorrangig den ersten ihrer Vornamen zu verwenden, wird von einigen Rechtswissenschaftlern ein Verfassungsverstoß gesehen und insbesondere eine Verletzung des Persönlichkeitsrechts aus Art. 2 Abs. 1 GG i. V. m. Art. 1 Abs. 1 GG, des Gleichheitsgrundsatzes nach Art. 3 Abs. 1 GG sowie des Elternrechts nach Art. 6 Abs. 2 GG gerügt.

### Umsetzung der zweiten Stufe
Seit dem 1. November 2007 werden im Reisepass die Fingerabdruckbilder von zwei Fingern gespeichert. Einige Auslandsvertretungen Deutschlands meldeten in diesem Zusammenhang technische Probleme und nahmen ab Mitte Oktober 2007 für mehrere Monate keine neuen Anträge an. In dieser Zeit konnten dort nur vorläufige Reisepässe ausgestellt werden. Diese technischen Probleme bezogen sich allerdings nicht auf den Chip oder das Dokument, sondern auf die technische Ausstattung der Botschaften und Konsulate, in denen die für die Ausstellung der Dokumente notwendige Infrastruktur (Software und Geräte) fehlte. Hintergrund war die Tatsache, dass ein bei der vom Auswärtigen Amt für die Beschaffung der Fingerabdruckscanner durchgeführten Ausschreibung unterlegener Anbieter gegen diese Vergabeentscheidung geklagt hatte. Obwohl das Auswärtige Amt – wie in der späteren Gerichtsentscheidung festgestellt wurde – die Vergabe korrekt abgewickelt hatte, führte dies zu deutlichen Verzögerungen bei der Beschaffung der Geräte.

### Fehlerhafte Reisepässe
Anfang 2010 lieferte die Bundesdruckerei 71.840 fehlerhafte Reisepässe aus. Bei den Pässen wurde im Legendentext der Passkarte das Feld 9. Behörde fälschlicherweise mit 6. Behörde gedruckt. Das Feld in der französischen Übersetzung lautet fälschlicherweise „Authorité“ (statt „Autorité“). Die Gültigkeit der Pässe ist durch den Fehler nicht beeinträchtigt, da keine persönlich-individuellen Angaben betroffen sind (§ 11 PassG).
Bei den im Schaltjahr 2012 am 29. Februar beantragten oder auf den 29. Februar 2012 vordatierten Pässen kam es durch Softwarefehler zu falschen Eintragungen der Gültigkeitsdauer. Der korrekte Eintrag bei Anträgen am 29. Februar und 1. März 2012 im Feld „Gültig bis“ ist der 28. Februar 2022 (bzw. 2018 bei Antragstellung vor Vollendung des 24. Lebensjahres). Pässe mit fehlerhafter Gültigkeitsdauer 27. Februar oder 1. März sind ungültig.

### Nichtelektronischer Reisepass
Wer einen vor dem 1. November 2005 ausgestellten – das heißt nicht mit einem Chip ausgestatteten – Reisepass besaß, konnte diesen bis zum Ende seiner Gültigkeit weiter nutzen.